# Chronologie de la série Buffy contre les vampires
 (janvier 2013).
Si vous disposez d'ouvrages ou d'articles de référence ou si vous connaissez des sites web de qualité traitant du thème abordé ici, merci de compléter l'article en donnant les références utiles à sa vérifiabilité et en les liant à la section « Notes et références ».
La chronologie des événements de la série Buffy contre les vampires, en particulier antérieurs ou postérieurs à ceux de la série proprement dite, peut être établie grâce à la cohérence des scénarios sur la durée de ce spectacle. Ces événements soit sont relatés sous forme de flashbacks, soit encore ne sont évoqués qu'incidemment dans la série, soit enfin sont liés à la série dérivée Angel.

## Buffy avant Buffy: une chronologie

### Principes mis en œuvre
Les sept saisons de Buffy contre les vampires sont riches en évocations des débuts de la tueuse, et en scènes éclairant le passé. En collectant, bribe par bribe, les éléments d'information ainsi dispersés, il est possible de reconstituer la chronologie des aventures de Buffy lors des quelques années précédant le début de la série.
L'une des bases de cette chronologie est la notion de « temps réel approximatif » : la diffusion des épisodes aux États-Unis montre les aventures de Buffy approximativement en temps réel, ou du moins en cohérence avec l'époque de la retransmission. Par exemple, les épisodes se déroulant lors de Halloween sont diffusés à une date proche de cette fête. Ainsi, avec cette méthode, il devient possible de faire une estimation de la date d'anniversaire de Buffy.
Une autre source d'information est le comic « The Origin », qui raconte l'histoire de la rencontre de Buffy et de son premier observateur, Merrick. Comme ce comics est très cohérent avec les épisodes de la série, et qu'il a été scénarisé par Christopher Golden, l'un des principaux auteurs de romans sur l'univers de Buffy, il peut être considéré comme fiable.

### Chronologie avant la naissance de Buffy
- 880, Scandinavie: Aud, une jeune femme trompée par son mari, un guerrier viking du nom d'Olaf, se venge et use de magie pour le transformer en Troll. Impressionné par cet acte, le démon D'Hoffryn lui propose de devenir un démon vengeur. Elle accepte et, sous le nom d'Anyanka, elle sera chargée de venger les femmes bafouées. (Crise d'identité)

- 1609, Virginie: Le Maître, un très vieux et puissant vampire à la tête de l'Ordre d'Aurélius se rend au chevet d'une prostituée mourant de la syphilis. Il lui affirme vouloir la sauver et la transforme en vampire. Il renomme sa nouvelle adepte Darla.

- 1727: Naissance de Liam.

- 1753, Galway: Liam, après une dispute violente avec son père qui lui reproche son attitude frivole et sa vie de débauché, se fait chasser du domicile familial. Le soir, après s'être fait expulser d'une taverne à la suite d'une bagarre, il croise le chemin de Darla, qui lui promet de lui faire découvrir des mondes inconnus jusqu'alors. Ayant senti son potentiel, elle décide de faire de lui un vampire. (Acathla, première partie) Après son enterrement, Liam revient sous la forme d'une créature de la nuit et rentre chez lui, où il tue sa sœur puis son père. Sa sœur l'ayant pris pour un ange en ayant vu son frère revenir, Liam décide de se renommer Angelus.

- 1760, Londres: Darla présente Angelus au Maître. Angelus, se moquant de son ordre de vampires qui se terrent dans les égouts, le provoque et refuse de se soumettre à son autorité. Darla prend le parti d'Angelus. Le Maître accepte de les laisser partir, persuadé que sa protégée lui reviendra.

- 1764, York: Daniel Holtz, chasseur de vampires, poursuit Darla et Angelus. Alors qu'il les attend dans une maison qu'il pense être leur prochaine cible, les deux vampires se rendent en fait chez lui. Ils tuent sa femme et son fils nouveau-né et transforment sa fille en vampire. Lorsqu'il rentre chez lui et découvre ce qu'il s'est passé, Holtz n'a d'autre choix que de tuer sa propre fille.

- 1767, Marseille: Darla, Angelus et un autre couple de vampires, Elisabeth et James, sont traqués par Holtz. Celui-ci les retrouve. Angelus trahit ses trois compagnons pour s'échapper. Ils arrivent néanmoins à fuir et abandonnent Angelus.

- 1771, Rome: Angelus se fait capturer par Holtz qui le torture. Darla vient à son secours avec une escouade de vampires.

- 1773, York: Holtz pactise avec un démon du nom de Sahjhan et sombre dans un sommeil de plus de 200 ans afin de se venger de Darla et Angelus.

- 1789: Angelus est en Prusse et rencontre la Bête, avant que les prêtresses de Svéar la bannissent.

- 1791: Fondation de la succursale de Wolfram & Hart à Los Angeles.

- 1838: Angelus fait des victimes à Dublin. Il se plait à torturer psychologiquement les gens avant de les tuer. (Le Soleil de Noël)

- Vers 1860, Londres: Darla rencontre une jeune femme qui semble avoir un don de voyance. Prénommée Drusilla, elle est très attachée à sa famille et est d'un tempérament très pieux. Convaincu par Darla que cette fille pouvait être une recrue intéressante, Angelus la transformera en vampire après l'avoir rendue folle à force de harcèlement psychologique et en finissant par tuer ses sœurs devant ses yeux. (Acathla, première partie)

- 1880, Angleterre:  William, un jeune poète d'un tempérament candide vivant encore les jupes de sa mère malade, déclare son amour à Cécile, la jeune femme dont il est amoureux et qui l'inspire, après que ses vers aient été moqués et dénigrés. Elle rejette violemment ses avances par des paroles qui resteront à jamais gravés en lui ("Vous ne m'êtes rien, William. Vous êtes indigne de moi."). En parallèle, Drusilla, se sentant seule face au couple formé par ses deux amis, a décidé d'écouter Angelus et de se trouver un compagnon. Son choix se porte alors sur le jeune homme, dont elle a croisé le chemin et dont le sort l'attriste. (La Faille) Quelques jours plus tard, le jeune homme devenu vampire rentre chez lui, retrouve sa mère et la transforme en vampire afin de la sauver d'une mort certaine et de la garder éternellement auprès de lui. Devenue une créature démoniaque, sa mère le provoque et va même jusqu'à lui faire des avances. Devant son refus, elle l'accable de reproches en lui révélant combien elle le déteste et à quel point il a été un mauvais fils. Les deux se battent, et William tue sa mère. (Un lourd passé) Après cela, Drusilla présente William à Angelus. Celui-ci s'est disputé avec Darla, partie rejoindre le Maître après qu'il l'ait rappelé. La rencontre entre les deux vampires amènent la naissance d'une amitié tumultueuse. William deviendra aux côtés d'Angelus un vampire redoutable connu sous le nom de William le Sanguinaire, ou Spike.

- 1880, Yorkshire: Dispute entre Angelus et Spike au motif que le comportement de ce dernier manque de finesse : son amour pour le danger et ses actions irréfléchies ont contraint le groupe à se cacher dans une mine désaffectée. C'est au cours de cette dispute que Spike apprend l'existence de la Tueuse, la redoutable guerrière chargée par les Puissances supérieures de tuer les vampires. Spike n'aura dès lors plus qu'une obsession : tuer une Tueuse. (La Faille)

- 1886: Les frères Lyle et Tedor Gorch massacrent un village mexicain. Par la suite ils deviendront de sanglants vampires.

- 1894, Italie: Spike et Angelus sont faits prisonniers par un vampire nommé l'Immortel qui en profite pour séduire leurs femmes.

- 1898, Roumanie: Darla offre une Bohémienne à Angelus. À la suite du meurtre de celle-ci, Angelus se fait maudire par la famille de sa victime et retrouve son âme, qui ne cessera de le tourmenter par le souvenir de ses crimes. Il devient Angel, et sera condamné à une existence de culpabilité. (Acathla, première partie) Darla le chasse. Plus tard, avec l'aide de Drusilla et Spike elle met à feu et à sang le campement des gitans responsables de la malédiction d'Angel.

- 1900, Chine, Révolte des Boxers: Angel retrouve Darla. Il demande à revenir au sein du groupe, mais est incapable de tuer à nouveau des innocents. Pendant ce temps, Spike trouve, combat et tue la Tueuse de vampires, buvant son sang. Il garde du combat une cicatrice au sourcil. Il rejoint les autres avec Drusilla et leur fait part de son exploit, Angel lui déclare froidement "Félicitations, tu es l'un des nôtres maintenant." C'est la plus belle nuit de sa vie pour Spike. (La Faille) Une fois seul avec Angel, Darla le met au défi de tuer un bébé afin de prouver qu'il est redevenu le même qu'avant. Angel en est incapable et s'enfuit en sauvant le bébé. (La Faille)

- 1902: Arrivée d'Angel à New-York

- Années 1920: Angel est à Chicago.

- 1943, Océan Pacifique: Angel est réquisitionné par le gouvernement pour une mission qu'il est contraint d'accepter. Il doit ramener un sous-marin à la surface. L'équipage est en effet victime de Spike et deux autres vampires: le Prince des Mensonges, un très vieux vampire, et Nostroiev le Fléau de Sibérie, qui a été l'amant de Raspoutine. Angel convainc les vampires de laisser l'équipage en vie afin qu'il ramène le sous-marin à la surface.

- 1952, Los Angeles: Angel réside à l'hôtel Hyperion, alors habité par un Tésulak, une créature qui se nourrit des peurs des gens. Un client se suicide sous l'influence de ce dernier. Angel est accusé et pendu par la clientèle et les employés de l'hôtel. Il décide de quitter l'hôtel en abandonnant celui-ci au Tésulak.

- 1963: Spike sème la terreur dans un orphelinat de Vienne. Le Conseil des Observateurs envoie Roger Wyndam-Pryce et ses hommes à sa poursuite. Spike leur échappe et tue deux Observateurs.

- Années 1970: Au cours du braquage d'un bar dans lequel il se trouve, Angel tente de sauver le barman qui s'est fait tirer dessus par un braqueur, mais il meurt. Angel décide donc de boire son sang. Cette expérience le traumatise. On peut supposer que c'est à partir de cette date qu'il décide de vivre dans la rue tel un mendiant, se nourrissant uniquement de sang de rats.

- 1977, New-York: Spike tue Nikki Wood, sa seconde Tueuse de vampires, lors d'un combat acharné dans un métro. Il lui vole son manteau, qu'il porte toujours depuis lors. (La Faille), (Un lourd passé)

### Chronologie de Buffy avantBuffy contre les vampires
- 19 janvier 1981 : naissance de Buffy Anne Summers, fille de Joyce et Hank Summers (voir Innocence partie 1, Sans défense, 314).

- Janvier 1995 : 14e anniversaire de Buffy.

- Septembre 1995 : Buffy entre à la Hemery High School comme freshman (classe de 9th - 1re année de high school - classe de troisième en France) à Los Angeles. Elle retrouve dans ce lycée Billy Fordham (dit "Ford"), qui fut son meilleur ami et dont elle était amoureuse en classe de cinquième (7th grade) (voir Mensonge Lie to me).

- Fin 1995 : Buffy est élue l'équivalent de la « Reine de mai » de son école. Cette période correspond probablement à la phase de sa plus grande popularité dans son lycée.

- Janvier 1996 : 15e anniversaire de Buffy. Celle-ci était alors une fille populaire entourée d'amies superficielles (Jennifer et Kimberly), pom-pom girl, et sortant avec l'un des membres de l'équipe de basket.

- Début 1996 : Angel, au plus profond de sa déchéance, vit à New York comme un mendiant, obligé de se nourrir de rats (Acathla partie 1 Becoming). Il rencontre un démon nommé Whistler qui l'encourage à changer de vie en aidant la future Tueuse.

- Mars 1996 : Buffy rencontre Merrick, son 1er observateur, qui lui révèle sa nature de Tueuse de vampires (Acathla partie 1 Becoming). Angel observe cette scène tout en restant caché. Buffy présente la particularité de faire des rêves où elle se voit dans des époques passées et des pays lointains, en train de se battre et de tuer des monstres et des vampires, qui l'appellent « la Tueuse » . Merrick parvient à retenir son attention en lui parlant des rêves de réincarnations et de batailles de Buffy, alors qu'elle ne les a jamais racontés à personne (The Origin). Pour la convaincre de la réalité de ses dons de tueuse, il lui lance par surprise au visage une de ses étoiles d'acier, comme un jet de couteau. Elle le rattrape comme une simple balle de baseball, ce que seule une Tueuse peut faire. Furieuse, elle frappe alors Merrick, ce qu'elle n'avait jamais fait à personne, et elle s'aperçoit qu'elle n'a même pas mal à sa main alors que Merrick est amoché. Buffy est définitivement convaincue de sa véritable nature. Merrick commence à initier Buffy qui, effrayée et maladroite, tue son premier vampire (Acathla partie 1 Becoming). Mais l'adolescente commence à payer le prix de son changement de vie : ses amies se détournent d'elle, la considèrent comme une folle, et son petit ami l'abandonne. Lorsqu'elle parle à ses parents des vampires qu’elle voit, ceux-ci prennent peur pour sa santé mentale, et ils la font placer dans une clinique psychiatrique. Buffy sort de cet établissement au bout de deux semaines. Elle n’évoquera plus jamais les vampires qu’elle rencontre devant ses parents, du moins jusqu'à ce qu'elle doive révéler sa mission à Joyce (ce séjour en établissement est révélé durant l’épisode À la dérive, tout l’épisode étant construit sur l’hypothèse que Buffy est une jeune fille schizophrène qui n’est jamais sortie de cet établissement psychiatrique et qui s’est construit un monde imaginaire). Malgré ses progrès, Merrick considère que Buffy n'est pas encore prête à affronter leur principal ennemi : Lothos, le chef des vampires.

- Avril 1996 : Lothos leur tend un piège et son observateur pousse Buffy à s'enfuir. Merrick se suicide en se tirant une balle dans la bouche pour ne pas être transformé en vampire. Les vampires attaquent le bal de l'école, causant 12 morts, et Buffy doit incendier le gymnase du lycée pour s'en débarrasser. (Bienvenue à Sunnydale partie 1 Welcome to the Hellmouth). Dans le comic The Origin, ses anciennes amies évoquent son changement de comportement après l'incendie, ainsi qu'un projet de vacances aux Bahamas refusé par Buffy. La fin du comic suggère que Buffy et son nouveau petit copain Pike ont continué à chasser les vampires après le décès de Merrick, et ont connu plusieurs aventures ensemble, avant l'arrivée de la tueuse à Sunnydale.

- Printemps - été 1996 : Buffy poursuit ses activités de tueuse sans observateur, et sans bénéficier de la protection d'Angel, mais avec l'aide de Pike, son petit ami. Elle évoque cette période dans Bienvenue à Sunnydale partie 1 Welcome to the Hellmouth. On peut supposer qu'elle poursuit son activité de tueuse jusqu'à son exclusion de la Hemery High School, au début 1997. Prélude à leur divorce, les parents de Buffy se séparent et vivent chacun de leur côté.

- Fin été 1996 : Divorce des parents de Buffy, qui en éprouvera un fort sentiment de culpabilité.

- Septembre 1996 : Rentrée à la Hemery High School comme sophomore (classe de 10th - 2e année de high school - classe de seconde en France).

- Janvier 1997 : 16e anniversaire de Buffy.

- Février 1997 :  Exclusion de Buffy de la Hemery High School, probablement à l’issue de l’enquête de police démontrant sa responsabilité dans l’incendie du gymnase (mais pas dans les décès causés par les vampires). Départ de Buffy et Joyce pour Sunnydale, poussant Joyce à rechercher un nouveau travail et un nouveau logement.

Mars 1997 : Buffy et Joyce quittent Los Angeles et emménagent à Sunnydale. Entrée de Buffy entre à la Sunnydale High School en cours d'année (classe de 10th - 2e année de high school - classe de seconde en France). Premier épisode de la série Bienvenue à Sunnydale, partie 1 (Welcome to the Hellmouth).

## Buffy pendant la série

### Saison 1
Buffy et Joyce emménagent dans la ville de Sunnydale après avoir quitté Los Angeles. Recommençant ses études au lycée de Sunnydale, la jeune fille est prête à reprendre une vie normale. Elle se lie d'amitié avec deux autres lycéens, Willow Rosenberg, une intellectuelle timide, et Alexander Harris, un gaffeur comique. Elle s'attire néanmoins l'inimitié de Cordelia Chase, une pom-pom girl populaire superficielle et narcissique. Elle rencontre également Rupert Giles, le bibliothécaire du lycée et son nouvel Observateur. Envoyé par le Conseil des Observateurs de Londres, il est chargé de la guider et de la conseiller dans sa mission d'affronter les forces et les créatures du mal. Il apprend à la jeune fille que Sunnydale, située sur une Bouche de l'Enfer, a toujours été le théâtre d'événements surnaturels et tragiques. 
Après avoir refusé d'endosser à nouveau son rôle dans l'espoir d'être une lycéenne comme les autres, Buffy finit par accomplir son devoir pour venir au secours de Willow et Alex, qui, dès lors, apprennent l'existence des vampires et du rôle de la Tueuse. Avec eux, elle protège ses camardes d'une attaque d'une horde de vampires aux ordres du Maître. Ce vampire, aussi âgé que puissant, est piégé sous terre depuis sa tentative d'ouvrir la Bouche de l'Enfer 60 ans auparavant, et cherche depuis à se libérer et déclencher l'Apocalypse pour régner sur la Terre. Ils seront également aidés à plusieurs reprises dans leur combat par le mystérieux Angel, dont Buffy tombe amoureuse. 
Le groupe affronte pendant plusieurs mois plusieurs menaces mystiques et surnaturelles et d'autres phénomènes paranormaux. Sans le savoir, Buffy échoue à empêcher l'arrivée d'un vampire, le Juste des Justes, dont une prophétie annonce qu'il permettra la libération du Maître de sa prison. À la suite d'une attaque de serviteurs du Maître, la Tueuse invite Angel chez elle, et découvre après l'avoir embrassé qu'Angel est un vampire. Âgé de plus de 200 ans, il apprend à la jeune fille qu'il est doté d'une âme depuis qu'il a été maudit par des Bohémiens, et qu'il est depuis lors en quête de rédemption pour expier ses crimes passés. Malgré la réciprocité de ce qu'ils ressentent l'un envers l'autre, la Tueuse décide de mettre un terme à leur relation naissante. 
Buffy finit par apprendre par Giles et Angel l'existence d'une prophétie annonçant sa mort face au Maître. Refusant ce destin, elle tente de fuir avec sa mère, avant de renoncer et d'aller affronter le vampire après avoir parlé à Willow. La fin de la saison est marquée par la brève mort de Buffy, suivie de sa résurrection grâce à Alex et de sa victoire finale contre le Maître dans la bibliothèque du lycée, sauvant Sunnydale et le monde de l'Apocalypse.

### Saison 2
Buffy revient de vacances chez son père pour reprendre du service. Mais l'épreuve contre le Maître l'a traumatisée et endurcie. Lorsque les disciples du Maître tentent de le ressusciter, elle se libère d'un poids en réduisant en poussière les ossements du Maître. Les vampires de Sunnydale voient arriver de nouveaux chefs en les personnes de William le Sanguinaire, surnommé Spike, et de sa folle compagne Drusilla, possédant des dons de divination et d'asservissement mental mais affaiblie après avoir été piétinée par une horde de gens à Prague. Ces deux comparses sont les anciens associés d'Angelus, l'ancien avatar cruel d'Angel. Spike a déjà vaincu deux tueuses dans sa carrière et Drusilla était une pieuse jeune fille avant qu'Angelus ne tue toute sa famille sous ses yeux et qu'il ne la vampirise. C'est Drusilla qui vampirisa Spike par après, alors qu'il n'était qu'un naïf et romantique poète dans les jupons de sa mère.
La vie suit son cours à Sunnydale. Buffy est en amour avec Angel. Willow rencontre Oz, le guitariste taciturne du groupe du lycée  "Dingoes ate my baby". Elle comprend alors que son amour secret pour Xander, son ami d'enfance, sera toujours à sens unique et décide de sortir avec Oz. De plus, Oz se fait mordre par un loup garou et il en devient un. Elle devra l'attacher et le surveiller toutes les nuits de pleine lune. Les chamailleries entre Xander et Cordelia contre toute attente se transforme en une folle passion. Même notre observateur Giles revient en adolescence lorsqu'il tombe amoureux de la nouvelle prof d'informatique, Jenny Calendar, qui le fait sortir un peu du Moyen Âge pour le faire entrer dans le siècle du cybermonde. Leur relation sera toutefois mis en péril lorsque Jenny sera la proie du démon Eyeghon à cause d'une ancienne connaissance de Giles, Ethan Rayne, adorateur du Chaos, qui révélera le passé sombre de Giles.
Contre toute attente, une jeune fille, Kendra, se présente comme étant la nouvelle Tueuse. Le processus de généalogie des Tueuses veut qu'à chaque Tueuse tombant au combat, une nouvelle Tueuse est activée pour être mise en service contre les Forces du Mal. À la suite de la noyade de Buffy dans son combat contre le Maître et à la prophétie du Pergamum Codex, Buffy ne devait pas s'en sortir et une Tueuse a été activée. Buffy comprendra au contact de Kendra l'effort d'adaptation que Giles a fait pour sa formation. Kendra est une Tueuse type, obéissant aux ordres du Conseil sans rechigner, connaissant le Manuel des Tueuses sur le bout des doigts, n'écoutant jamais ses émotions et gardant ses distances de tous, y compris sa famille qu'elle n'a pas connue, pour garder son secret intact. Buffy va néanmoins aider Kendra à vivre un peu une vie de jeune fille normale. Kendra tombera même amoureuse de Xander avant de partir pour d'autres missions. Buffy se demandera sérieusement si elle ne va pas laisser le flambeau à Kendra, mais elle continuera sa mission de toute façon en mettant de côté ses envies d'une vie normale.
Tout allait bien jusque là. Pour que Drusilla retrouve ses forces, un rituel avec le sang de son seigneur (celui qui l'a vampirisé alias Angel) doit être effectué. Buffy arrive à récupérer Angel dans un piteux état. Bien que Drusilla embrasse de nouveau sa pleine puissance, le combat laisse Spike en chaise roulante. Le jour de l'anniversaire des 17 ans de Buffy, elle et Angel font l'amour pour la première fois. De par son amour absolu pour Buffy, Angel éprouve un moment de bonheur parfait, ce qui enclenche un processus secret de la malédiction gitane. Il redevient Angelus et se rallie à Spike et Drusilla. Buffy est complètement bouleversée, déboussolée et déstabilisée. Voir l'homme qu'elle aime la haïr et la torturer psychologiquement est une des épreuves les plus dures pour la Tueuse.
Jenny Calendar se révèle être une descendante de la famille de gitan qui jeta le sort contre Angel. Elle était en mission pour surveiller Angel. Mais pris d'affection pour le groupe, cette cyber païenne travaille en secret sur le sort de restitution de l'âme d'Angel grâce au rituel de la boule de Thesulah. Alors qu'elle était sur le point d'y arriver, Angelus la tue. Giles est inconsolable et cette épreuve fait prendre conscience à Buffy qu'elle doit vaincre Angelus malgré ce qu'elle ressent.
Les plans d'Angelus et de ses acolytes prennent forme. Angelus veut ressusciter le démon Acathla, piégé dans la pierre. Lorsqu'il se réveillera, il engloutira la planète dans une dimension infernale. Ne trouvant pas le moyen de décrypter le rituel, il enlève Giles qui se fait torturer pour apprendre ce qu'il faut faire. Willow tombera dans le coma à la suite de l'attaque et Kendra ayant apporté l'Épée du Juste à Buffy pour son combat contre Acathla périra sous les griffes de Drusilla. Tout ceci décide Buffy de passer enfin à l'offensive. Contre toute attente, un Spike guéri veut faire un marché avec la Tueuse. Il aime le monde tel qu'il est et ne veut pas que cela change. Il aidera Buffy à arrêter Angelus si elle laisse Spike et Drusilla s'enfuir de Sunnydale. Le marché conclu, les nouveaux acolytes doivent fuir vers la maison de Buffy pour se cacher. Là, Joyce apprend devant le fait accompli la mission de Tueuse de sa fille. Décontenancée, elle réagit mal à tout cela et défend Buffy de sortir de la maison ou sinon de ne plus revenir. Après un dernier regard de tristesse, Buffy laisse la porte ouverte en partant.
De son côté, Willow sort du coma pour la joie de tous. Elle avait retrouvé les travaux de Jenny Calendar sur le sort de restitution de l'âme d'Angel et décide de le mettre en pratique. Elle demande à Xander de mettre Buffy au courant. Mais vouant une haine contre Angel qui lui a pris Buffy, il dit à Buffy juste avant le combat de ne faire qu'une bouchée d'Angelus. Xander a pour mission de s'enfuir avec Giles.
L'attaque commence, Spike aide Buffy et s'enfuit avec une Drusilla évanouie. Angelus arrive à activer Acathla et un tourbillon commence à grandir dans la bouche de la statue. Une magnifique bataille à l'épée s'engage entre Buffy et Angelus. Buffy se retrouve acculée, mais lorsqu'Angelus lui demande ce qui lui reste maintenant qu'elle n'a plus d'arme, plus d'amis, plus d'espoir, elle répond vigoureusement "Moi!". Buffy reprend du poil de la bête et reprend le dessus. Le seul moyen d'arrêter Acathla est de tuer et d'emprisonner celui qui l'a réveillé dans la dimension infernale. Mais au moment de porter le coup de grâce, Willow réussit son rituel et Angel récupère son âme, complètement déboussolé et ignorant la situation. Buffy, bouleversée, ne lui dit rien, l'embrasse, lui dit qu'elle l'aime et le transperce de part en part pour sauver le monde. Angel, abasourdi, se fait happer par le tourbillon qui se referme. Buffy tombe en sanglot.
Tout le monde attend Buffy, ils se disent que le rituel a forcément marché et que le couple s'accorde du beau temps. Non loin de là, Buffy les observe soucieuse, avant de partir avec un gros sac, elle ne peut plus retourner au lycée de Sunnydale car le principal Snyder l'a renvoyée. Joyce retrouve une lettre dans la chambre de Buffy et se met à sangloter. Buffy monte dans un bus, elle observe la route et aussi un panneau en particulier : « Now you're leaving Sunnydale, come back soon »... (« vous quittez maintenant Sunnydale, revenez bientôt »).

### Saison 3
Buffy a passé l'été en tant que serveuse à Los Angeles. Elle se fait appeler Anne, son 2e prénom. Elle veut être personne. Mais sa rencontre avec d'autres jeunes en difficulté lui fait prendre conscience qu'elle peut faire évoluer le monde et le protéger. Elle rentre à Sunnydale. Les retrouvailles sont difficiles. Willow a repris la tête de la bande dans le combat contre les démons, et tous en veulent à Buffy de les avoir laissé sans rien dire. Buffy tente de retrouver la confiance de ses proches, tout en essayant de gérer son traumatisme d'avoir tué l'homme qu'elle aimait. Elle essaiera de reprendre une vie normale et de sortir de nouveau avec des garçons mais tout la ramène à Angel.
Une nouvelle Tueuse débarque à Sunnydale, Faith. Elle a été activée à la mort de Kendra. Elle demande de l'aide à Buffy pour vaincre Kakistos, un ancien vampire puissant qui a tué sa chère observatrice et qui l'a forcée à fuir. Buffy le vainc et Faith comprend non sans véhémence qu'elle est moins douée. Elle est complètement impulsive, orgueilleuse et ne se laisse guider que par son propre plaisir. Elle aime tuer du vampire, et fera découvrir à Buffy tout un côté enfoui de sa personnalité, la domination, l'instinct de tuer, se sentir supérieur aux autres. Faith n'a pas eu une vie facile. Enfant, elle se faisait battre par sa mère. Elle ne fait pas confiance aux hommes et les utilise pour satisfaire ses envies sexuelles.
Contre toute attente, alors que Buffy arrive à faire le deuil d'Angel, celui-ci revient de la dimension démoniaque où il fut torturé pendant des siècles. Buffy le retrouve et omet cette information aux autres.
Le Conseil des Observateurs envoie une nouvelle observatrice pour Buffy et Faith, Gwendolyn Post. Celle-ci est une britannique sévère et portée sur la discipline, tout comme Giles l'a été au début de l'aventure, et reproche à ce dernier ses méthodes à l'américaine. Faith lui fait confiance mais se fait manipulée. Gwendolyn Post la monte contre Buffy et Giles. D'ailleurs, Xander a démasqué le secret de Buffy sur le retour d'Angel. Les confiances sont mis à rude épreuve. Plus personne ne fait confiance à Angel. Faith finit par se faire convaincre qu'Angel est toujours mauvais et que Buffy est de son côté. Un combat entre les Tueuses se déroule sous les yeux de Gwendolyn Post, qui manipulait tout le monde pour obtenir le Gant de Myhnégon, arme dévastatrice. Gwendolyn Post succombe au gant durant la bataille. Mais cette épreuve enterre définitivement la confiance de Faith envers le Conseil et Buffy. Faith se sent seule au monde.
Pour Willow et Xander, les choses se compliquent aussi. Malgré leur couple respectif, des sentiments commencent à émerger entre eux et ils commencent à flirter en secret, jusqu'au moment où ils se feront prendre la main dans le sac. Willow arrivera à récupérer l'amour d'Oz mais pour Cordelia, tout est fini. Cette dernière, blessée moralement et physiquement, fera même le vœu que Buffy ne soit jamais venu à Sunnydale, ce qui sera exaucé le temps d'un épisode par Anya, alias Anyanka la démone vengeresse sous les ordres du démon supérieur D'Hoffryn. Anya perdra ses pouvoirs et essaiera de les récupérer avec l'aide de Willow, devenue apprentie sorcière après ses expériences avec la magie de restitution d'âme. Elle ne réussiront qu'à faire venir le double vampirique bisexuel de Willow dans notre réalité avant de la renvoyer.
À l'anniversaire de Buffy, Giles lui fait subir en secret et à contre-cœur le rituel du Crucimentium. Le Conseil des Observateurs oblige les Tueuses arrivées à 18 ans (événement rare dû à la faible espérance de vie des Tueuses) à se faire enfermer dans une maison avec un vampire. Sous bêta-bloquant qui lui enlève sa force surhumaine, elle doit se débrouiller pour survivre grâce à ses autres compétences. L'expérience faillit tourner au tragique, mais Buffy arrive à tuer le vampire fou en lui faisant boire de l'eau bénite. Giles qui était venu au secours de Buffy malgré les ordres, se fait renvoyer du Conseil des Observateurs à cause des sentiments quasi paternels qu'il éprouve pour sa protégée. Par cette épreuve, Buffy n'a plus confiance envers le Conseil.
Willow ne s'entend pas avec cette extravertie de Faith, qui est tout ce qu'elle n'est pas, femme fatale séductrice. D'ailleurs elle sent que Buffy s'éloigne d'elle au profit de Faith, une autre Tueuse avec qui Buffy a certainement plus à partager. Durant un combat contre l'Apocalypse, Faith fuit avec Xander dans un motel. Faith se sent vulnérable et veut faire l'amour avec Xander. Il se fait dépuceler par une Faith agressive qui l'utilise. Lorsque Willow apprendra cela, bien qu'elle soit en couple avec Oz, elle ira se réfugier aux toilettes pour pleurer.
Le Conseil envoie un nouvel observateur, Wesley Wyndam-Pryce. Bien qu'il soit incollable sur le plan théorique, il n'a jamais mis le pied sur le terrain. Engoncé dans sa fierté d'être le meilleur de sa promotion d'observateurs, c'est un véritable couard. Il agit aussi comme un gamin lorsqu'il tombe secrètement amoureux de Cordelia en perdant tous ses moyens.
Lors d'une mission, dans la confusion, Faith tue un humain, l'assistant du maire de la ville sous les yeux de Buffy, horrifiée. Buffy exhorte Faith de se rendre à la police mais celle-ci se dit meilleure que le commun des mortels et au-dessus des lois de par sa mission de Tueuse. Malgré tout la culpabilité la ronge et Faith dit à Giles que c'est Buffy qui l'a tué. Mais celui-ci n'est pas dupe.
Nos acolytes découvrent que le Maire de Sunnydale, Richard Wilkins, est au fait un hybride humain démon qui tire les ficelles de Sunnydale depuis des décennies en faveur des forces du mal. Il prépare son Ascension en démon primal pour plonger la ville dans le chaos. Après avoir dégommé son bras droit, Faith se propose de devenir son nouvel assistant. Elle jouera l'agent double jusqu'au moment où elle pense avoir fait perdre de nouveau l'âme d'Angel qui se range de son côté. Mais tout ceci est un piège pour la démasquer. À partir de là, Faith se range définitivement du côté du Maire. Elle devient son bras droit et tue des humains influents sous les ordres de Wilkins, qui la chouchoute comme si c'était sa propre fille.
Faith blesse Angel avec une flèche empoisonnée. Le seul remède est qu'il boit du sang de Tueuse. Pour Buffy, Faith a dépassé les bornes, et elle compte bien utilisé Faith pour sauver Angel, quitte à la tuer. Devant le refus de Wesley, Buffy rompt définitivement avec le Conseil des Observateurs. Elle agit seul avec l'aide de Giles dorénavant. Un combat titanesque prend forme entre les deux Tueuses dans l'appartement de Faith. Buffy la blesse gravement avec le poignard que Wilkins avait donné à Faith. Mais cette dernière ne s'avoue pas vaincu et saute du balcon dans un camion pour empêcher Buffy d'utiliser son sang pour sauver Angel. En désespoir, Buffy autorise à un Angel agonisant de la mordre au cou pour boire juste assez de sang pour guérir sans la tuer. L'étreinte entre les deux amants se révèle digne d'un orgasme. Buffy se retrouve inconsciente dans le même hôpital que Faith qui est dans le coma dans un état grave. Dans leur sommeil, les Tueuses communiquent (en rapport avec le don des Tueuses de voir le passée des autres Tueuses et de prémonition). Faith révèle à Buffy que pour vaincre Wilkins, il faut attaquer son côté humain. Faith lui révèle également que Buffy "compte à rebours à partir de 7:30", signifiant qu'il lui reste 730 jours à vivre (voir fin de la saison 5 pour la continuité). Wilkins à l'hôpital est bouleversé par l'état quasi désespéré de Faith, et tente de faire suffoquer Buffy dans le coma. Angel l'en empêche mais Wilkins est remonté, l'heure de son Ascension est proche et tous paieront pour Faith. Buffy se réveille du coma et va embrasser le front de Faith.
Anya apprend que Wilkins veut faire son Ascension, et, apeuré, prévient la bande qu'elle a déjà vu une chose pareil et qu'il ne restait plus rien de la ville. L'Ascension permettra à Wilkins de devenir un démon pur à part entière, un démon primal gigantesque. Elle veut fuir, et demande à Xander, pour qui elle a des sentiments depuis qu'elle est redevenue humaine, de la suivre. Mais il doit rester pour la bataille auprès de ses amis.
Angel se fait harceler par une entité appelé la Force, qui est la source du premier Mal sur terre. Il n'a pas de consistance physique mais peut prendre la forme de n'importe quelle personne décédée. Aidé par ses Harbingers of Death, il tourmente Angel en prenant l'apparence de ses anciennes victimes. Il veut qu'il se suicide. Mais Buffy arrive à le sauver. La Force prévient Buffy qu'un jour il reviendra (voir saison 7 pour la continuité). Angel comprend qu'il est encore loin de sa rédemption et qu'il risque d'être une mauvaise chose pour Buffy, qui a droit de connaître l'amour tant affectif que sexuel.
L'Ascension se fera le jour de la remise des diplômes de la promotion de Buffy. Tous se préparent à une bataille sanglante duquel peu survivront. Tous les élèves de la promotion mettent la main à la pâte. Willow demande à Oz d'être son premier, au cas où ils ne s'en sortiront pas vivant. Ils font l'amour pour la première fois dans la camionnette d'Oz. Le soir du bal de fin d'année, Wesley embrasse enfin Cordelia qui a 18 ans, mais le baiser est si pathétique, qu'il retourne chacun à leur préoccupation. Buffy reçoit de la part de ses camarades de lycée une récompense pour tout ce qu'elle a pu faire pour les aider, même s'ils ne comprennent pas vraiment comment. Buffy est réellement très touchée par ce geste. Car Angel prend une décision difficile pour lui et pour Buffy, après la bataille, il partira de Sunnydale pour que Buffy puisse vivre sa vie.
Lors de la remise des diplômes, Wilkins fait un discours, jusqu'au moment d'une éclipse solaire. Il a des spasmes et à l'air de souffrir mais ne s'en inquiète nullement. Il se transforme alors en un énorme serpent monstrueux et avale le proviseur. C'est le branle-bas de combat. Tous les élèves sortent leur arme sous leur toge. Les vampires attaquent. Beaucoup meurt. Harmony, la meilleure amie de Cordelia se fait vampiriser. Buffy va à la rencontre de Wilkins transformé. Elle montre le poignard avec le sang séché de Faith. Elle lui explique que le couteau lui est rentré dans la chair tendre comme dans du beurre. Wilkins s'énerve et se met à la poursuite de Buffy dans les couloirs de l'école. Il arrive dans la bibliothèque pour se rendre compte qu'il est rempli de barils d'éléments chimiques explosifs. Buffy rejoint Giles à l'extérieur et font exploser le lycée avec Wilkins dedans.
Toute la bande se retrouve, sain et sauf, Giles a pu sauvé le diplôme de Buffy des flammes, Cordelia va partir devenir actrice à Los Angeles (voir série Angel pour la continuité). Entre la fumée de l'incendie et les camions de pompiers, Buffy voit Angel au loin. Ils se regardent longuement avant qu'Angel disparaisse dans la fumée.

### Saison 4
Buffy a terminé le lycée. Elle décide de poursuivre ses études à l'Université de Sunnydale. Willow qui aurait pu fréquenter les plus prestigieux établissements décide de rester avec Buffy à Sunnydale car elle se sent utile ici et qu'elle veut continuer à étudier la sorcellerie. Xander aurait voulu passer l'été à traverser les États-Unis en voiture mais une panne l'a obligé à travailler dans un bar de gogo dancers pour payer les réparations. Il se lance dans la vie professionnelle.
Les premiers jours à l'Université sont assez déroutantes pour Buffy, contrairement à Willow et Oz qui sont comme des poissons dans l'eau. Buffy se coltine une camarade de chambrée assez exaspérante. Elle a du mal à suivre les cours et se fait même expulser pendant un cours. Lors de ses patrouilles elle a même du mal à battre Sunday et sa bande de vampires. Elle décide de retrouver refuge chez sa mère qui a entreposé des caisses dans sa chambre. Pas de réconfort chez Giles non plus, qui est au chômage à la suite de son renvoi du Conseil. Il dit à Buffy qu'elle est assez grande maintenant pour se débrouiller seule. Elle téléphone à Angel mais ne dit mot. Un long apprentissage de la vie commence pour Buffy et ses amis.
Buffy rencontre Riley Finn, l'assistant du Dr Walsh, la prof de psychologie qu'elle suit avec Willow. Des sentiments amoureux se tissent lentement mais sûrement.
Xander retrouve Anya qui lui demande de faire l'amour. Leur relation s'approfondira pour donner naissance à un véritable couple. Willow rompt avec Oz, après que celui-ci rencontre Veruca, une louve-garou. Elle explique à Oz qu'ils sont comme des animaux, à suivre leur instinct et à être libre. Oz couche avec elle et décide de partir de Sunnydale pour apprendre à dompter son côté animal. Willow en aura le cœur brisé. Elle se consacre de plus en plus à la magie. Elle récitera d'ailleurs un sort pour oublier sa peine mais le rituel aura des répercussions catastrophiques. Willow se fera même contacter par D'Hoffryn, l'ancien patron d'Anya, pour devenir une démone vengeresse. Willow refuse mais D'Hoffryn lui donne son talisman au cas où elle changerait d'avis (voir saison 7 pour la continuité).
Buffy passera une nuit avec Parker Abrams, un beau baratineur qui collectionne les filles. Elle en gardera des remords et de la peine. Angel lui manque. Mais elle et Willow se vengeront de lui.
Spike est de retour à Sunnydale. Drusilla l'a largué peu de temps après sa trahison. Elle pouvait sentir la Tueuse sur lui (voir saison 5 pour la continuité). Elle partit avec un autre démon. Spike quant à lui passe du bon temps avec Harmony qui est folle amoureuse de lui. Spike recherche la légendaire bague d'Amara, qui donne l'invulnérabilité contre les rayons du soleil au vampire qui la détient. Buffy récupère la bague et charge Oz de la donner à Angel (voir série Angel pour la continuité). Spike se fait ensuite attraper pour des expériences scientifiques par un mystérieux commando paramilitaire d'une organisation gouvernementale secrète, l'Initiative.
Willow se joint à un club d'étudiantes de sorcellerie. Mais elles ne sont pas de vraies sorcières, juste une bande de hippies. Elle fait la connaissance de la timide Tara Maclay, qui s'avère être une vraie sorcière par sa mère. Leur relation basée sur l'étude de la sorcellerie va petit à petit se transformer en véritable affection avant de former un véritable couple très tendre et très amoureux. Cette relation aura du mal à s'imposer lors de sa révélation au reste du groupe, mais pas pour longtemps. Lorsque Oz reviendra du Tibet après avoir acquis la sérénité de l'esprit qui l'empêche de se transformer en loup-garou, Willow est plus que troublée. Elle ne sait pas quoi faire. Oz comprendra la relation entre Willow et Tara et il en perdra ses moyens de rester humain. Il quitte de nouveau Sunnydale, rabiboché, lorsque Willow choisit de rester avec Tara.
Buffy continue à tisser des liens avec Riley et apprend qu'il fait partie de l'Initiative, sous la direction de Dr Walsh. L'Initiative capture des créatures démoniaques pour les étudier. Le Dr Walsh expérimente secrètement dans son laboratoire, le projet 314. Elle crée une sorte de Frankenstein à partir de morceaux de démons et d'humains, Adam. Buffy sera enrôlée dans l'organisation paramédicale, mais posant trop de questions, le Dr Walsh décide de la tuer. Riley a du mal à croire Buffy sur les intentions du Dr Walsh. Riley apprend que le Dr Walsh fait aussi des expérimentations sur lui pour le doper en surhomme. Adam se réveille et tue le Dr Walsh. Il veut savoir quelle est sa place dans ce monde. La réponse viendra d'un enfant qu'il écorchera : un monstre.
Spike s'enfuit de l'Initiative. Ils lui ont implanté une puce cérébrale qui l'empêche de faire du mal aux humains, mais pas au démons. Par amour de la baston, il se mettre du côté de Buffy pour un temps. Il reste chez Giles avec qui il regarde le soap opera Passion. L'ennui caractérise nos deux acolytes durant cette période.
Faith est toujours dans le coma. Elle rêve qu'elle est en compagnie de Wilkins, ils passent un bon moment à pique-niquer dans l'herbe. Mais Buffy arrive et tue le maire avec le poignard qu'il lui avait offert. Une Buffy sans expression continue sa traque. Faith s'enfuit, elle est terrifiée. Elle se retrouve dans le trou d'un cercueil dans un cimetière et se hisse hors du trou. Faith se réveille de son coma... Elle tue les infirmières et retrouve une bande vidéo du maire. Celui-ci lui demande d'utiliser un artefact magique s'il devait mourir, car il ne serait plus là pour la protéger. Faith rencontre Buffy à l'Université. Elle est en rogne, Buffy a failli la tuer pour sauver Angel et aujourd'hui elle flirte avec un autre bellâtre. Faith fait bien comprendre qu'elle va se venger. Elle entre chez les Summers et menace Joyce. Buffy intervient. Faith se fait battre un peu trop facilement. Lorsque les flics arrivent, Faith utilise l'artefact et elle échange son corps avec Buffy. C'est cette dernière qui se fait embarquer. Faith profite de la vie de Buffy. Elle s'amuse, insouciante. Elle couchera avec Riley par plaisir et vengeance, mais l'amour que porte Riley à Buffy la déstabilise. Buffy se fait récupérer par le Conseil qui n'écoute pas ce qu'elle a à dire. Elle s'enfuit et demande de l'aide à Giles. Faith se rend compte qu'elle ne va pas faire survivre longtemps ; elle prend un billet d'avion et se prépare à fuir. Mais elle voit au journal télévisé local que des vampires ont pris des otages dans une église. Dans le corps de Buffy, Faith a pu goûter de nouveau à son bon côté. Elle décide d'aller sauver les gens. Chose faite, elle se bat avec Buffy qui a débarqué à l'église. Faith matraque son propre corps de toute sa haine, elle dit à son corps combien elle le déteste, combien elle se déteste. C'est à ce moment-là que Buffy utilise un sort de Willow et Tara pour récupérer son corps. Faith est déboussolée, elle fuit vers Los Angeles complètement détruite (voir série Angel et saison 7 pour la continuité).
Adam est très fort, et il a un plan. Il enrôle Spike qui joue l'agent double pour lui. Spike connait bien la bande et sème les graines de la discorde. Mais tout rentrera dans l'ordre au grand dam de Spike et Adam. Adam veut créer une armée de créatures comme lui pour dominer le monde. Il considère Riley comme son frère et veut le récupérer dans son armée. Nos amis ayant fait la paix, trouve des subterfuges pour vaincre Adam et lui arracher sa pile de combustion au plutonium. Ils décident de pratiquer le rituel de réunification pour ne former qu'un capable d'anéantir l'ennemi. Buffy est la Main, Willow l'Esprit (elle peut jeter des sorts puissants), Giles la Sagesse (il peut lire les rituels en sumérien) et Xander le Cœur (qui les unit tous). Pour cela ils font appel aux pouvoirs de Sineya, la première Tueuse. Buffy se transforme en être invincible et tout puissant. Elle anéantit Adam une bonne fois pour toutes tandis que l'Initiative est en feu et en sang.
De retour chez Joyce, nos quatre acolytes s'endorment et se font attaquer dans leur sommeil par Sineya, la Première Tueuse, qui les tue dans le monde des rêves. Tara en rêve demande à Buffy de rentrer avant l'aurore (dawn en VO) (voir saison 5 pour la continuité). Buffy apprend un peu plus sur ce que c'est d'être une Tueuse dans la bouche de Sineya : « I have no speech, no name, I live in the action of death, the blood cry, the penetrating wound, I am death, no friends, we are alone » (« je n'ai pas de parole, pas de nom, je vis dans l'action de la mort, la larme de sang, la blessure penetrante, je suis la mort, pas d'amis, nous sommes seules »). Buffy comprend que Sineya n'est pas la source de ses pouvoirs, mais c'est en elle et aussi dans ses amis sur qui elle peut compter. En passant devant une chambre garde-meuble, elle entend « you think you know, what you are, what's to come, you haven't even begun » (« tu crois savoir, ce que tu es, ce qui vient vers toi, tu commences à peine »).

### Saison 5
Giles se sentant inutile depuis longtemps maintenant, se prépare à retourner en Angleterre secrètement. Mais la rencontre entre Buffy et le légendaire Dracula fait comprendre à cette dernière qu'être la Tueuse est quelque chose de profondément ancrée dans sa personnalité, la chasse, l'instinct, une part d'obscurité dans son âme. Elle supplie Giles de reprendre sa formation de Tueuse, elle veut savoir qui elle est, elle veut profiter à son optimum ses pouvoirs de Tueuse. Plus concentrée que jamais, Buffy commence un dur entraînement au détriment de ses heures de cours à l'université et de ses cours de théâtre avec Willow, qui s'épanouit de jour en jour auprès de Tara. Cette dernière se sent quelque peu exclue du groupe. Xander et Anya forme un couple très uni malgré les gaffes diplomatiques d'Anya en toute circonstance. Riley sort toujours avec Buffy même s'il sent qu'elle ne se confie pas assez à lui. Spike sort avec Harmony mais malgré lui, il tombe petit à petit amoureux fou de Buffy.
Contre toute attente, et alors que Buffy a toujours été fille unique, sa sœur Dawn Summers apparaît dans la vie de la bande comme si elle avait toujours été là. Tous ont des souvenirs d'avoir passé beaucoup de temps avec elle. Elle fait partie de leur vie à tous. Buffy et Dawn s'entendent comme des sœurs, à se chamailler à longueur de temps. Buffy sous l'emprise d'un rituel chamanique, arrive à voir ce qui se cache derrière la réalité, et réalise que  la chambre de sa sœur est un garde-meuble, que les photos de famille sont truquées et que sa sœur n'est pas réelle. Elle martyrise alors Dawn qui ne comprend pas ce qui se passe.
Lors d'une mission, Buffy ramasse au sol une boule incandescente, qui se révèle être la Sphère des Dogons, utilisée pour écarter certaines créatures maléfiques. Elle sauve un moine en piteux état qui est le prisonnier d'une femme fatale et cynique, Gloria, dont les pouvoirs surpassent largement ceux de la Tueuse. Avant de mourir, le moine explique à Buffy que ses autres compagnons sont morts. Ils avaient pour mission de garder et protéger la Clef, une énergie mystique capable d'ouvrir les portes vers d'autres dimensions. Une créature maléfique qu'il appelle "Abomination" et qui s'avère être Gloria veut absolument s'en emparer. Pour cacher la Clef, ils lui ont donné forme humaine et l'ont envoyé à la Tueuse en tant que sœur, en modifiant les souvenirs de tous ceux de son entourage. Ce processus est irréversible, et Dawn ignore qu'elle n'est pas réel. Buffy change d'attitude envers sa sœur, et est prête à la protéger car l'amour qu'elle éprouve pour Dawn est bien réel, lui.
Joyce commence à avoir des problèmes de santé. On lui diagnostique une tumeur bénigne au cerveau. Elle doit passer des tests et des opérations. Tout cela met Buffy et Dawn en état d'angoisse. Buffy n'arrive pas à s'en remettre à Riley, qui le prend secrètement assez mal. Il commence à aller voir des vampires femelles pour se faire mordre, il veut essayer d'atteindre cette part d'obscurité liée à la Tueuse pour se rapprocher d'elle. Mais lorsqu'il se fait prendre, Buffy ne comprend pas et c'est la fin de leur couple. Riley embarque dans un hélicoptère pour reprendre du service militaire à l'étranger. Buffy accourt pour l'en empêcher mais arrive trop tard.
Face à la détermination et à la force déployée par Gloria, Giles demande de l'aide au Conseil des Observateurs pour identifier de quelle sorte de démon il s'agit. À la surprise de tous, le Conseil débarque à Sunnydale pour une inspection de la bande. Les informations qu'ils ont à révéler sont trop précieuses. Buffy rate ses tests, Anya ment comme elle peut sur son passé de démon vengeur, Willow et Tara cache leur méconnaissance de l'administration en sorcellerie. Mais Buffy en a assez, ce n'est pas elle qui a besoin du Conseil, mais l'inverse. Que ferait le Conseil sans Tueuse d'une telle information ? Elle se dit être déjà entouré de la meilleure équipe et fait réengager Giles en tant qu'observateur. Mais à la question sur le type de démon auquel appartient Gloria, le Conseil répond que ce n'est pas un démon, c'est une déesse.
Dawn comprend qu'on lui cache quelque chose. Avec l'aide de Spike, elle fugue un soir pour entrer par effraction dans la boutique de magie. Objectif : les notes de Giles. Elle découvre donc qu'elle est en réalité qu'une clef mystique sans passé et qu'une puissante déesse est à sa poursuite. Dawn passe par une crise d'identité, elle ne sait plus qui elle est et se demande si le sang qui coule de ses blessures par automutilation sont réelles. Elle fugue de nouveau et va parler à Ben, un gentil infirmier de l'hôpital où Joyce s'était rendu pour guérir de sa tumeur. Mais en réalité Ben est l'humain dans lequel Gloria est enfermé et elle réapparait. À la suite d'une confrontation gagnée de justesse par la magie de Willow et Tara, Buffy explique que son sang est bien réel, comme elle. C'est le sang des Summers, le même que le sien.
Drusilla revient à Sunnydale après avoir fait un tour à Los Angeles (voir série Angel pour la continuité). Mais Spike la capture ainsi que Buffy pour déclarer sa flamme à cette dernière. Il est prêt à tuer Drusilla pour Buffy si son amour est réciproque. Buffy pense combien la situation est pathétique. Drusilla s'enfuit et Buffy fait bien comprendre que Spike ne pourra jamais la toucher.
La bande découvre qu'un ancien génie de leur lycée, Warren Mears, a fabriqué une androïde esclave sexuel. Tous trouve cela dégoûtant, sauf Spike qui demande en cachette de lui construire une Buffy-robot rien que pour lui.
Joyce a un amoureux. Buffy est heureuse que sa mère profite de la vie. Mais un soir, Buffy rentre chez elle pour découvrir que sa mère est inanimée dans le fauteuil, elle est décédée. C'était un des risques de son opération chirurgicale. Ce drame bouleverse tout le monde et marque une étape irréversible dans le cœur de chacun. Buffy s'occupe des funérailles en gardant la tête froide malgré sa tristesse. Angel viendra réconforter Buffy pour quelques heures, mais elle lui demande ensuite de partir car la situation est déjà assez compliquée. Dawn est inconsolable et en crise. Avec un coup de pouce de Willow, Dawn trouve des livres parlant de ressusciter les morts. Avec l'aide de Spike, elle se rend chez un vieux sorcier. À la suite du rituel, le zombie de Joyce sort de terre et se dirige vers la maison. Buffy découvre tout cela et demande à Dawn d'arrêter, de ne pas faire ça à leur mère. Dawn reproche sa froideur de Buffy mais celle-ci lui explique en pleurs que si elle arrête de faire des choses, elle se rend compte que sa mère est réellement partie. Lorsque le zombie de Joyce frappe à la porte, Buffy a l'air soulagée, mais Dawn inverse le sort. Elles ne sont plus que deux dans leur famille, Hank Summers, leur père indigne restant introuvable en Europe.
C'est un grand moment de doute pour Buffy, sur sa mission, sur sa vie. Giles lui propose d'aller dans le désert pour faire une quête. Après avoir réalisé un rituel, un félin vient chercher Buffy qui s'enfonce dans le désert. Là elle rencontre Sineya, la 1re Tueuse qui lui sert de guide. Buffy explique qu'elle se sent froide à l'intérieur, mais Sineya lui explique qu'elle est débordante d'amour, et qu'un jour, la mort sera son cadeau. Buffy ne comprend pas ces paroles. Pendant ce temps à Sunnydale, Spike fait des galipettes avec son nouveau jouet, le Buffy-robot. La bande se rende compte de la situation et confisque le robot pour le désactiver. Buffy en veut à ses amis pour ne pas avoir fait la différence de suite entre elle et le robot. Spike sera pardonné par cette dernière lorsqu'il se fera torturé en vain par une Gloria au courant de la nature humaine de la clef. Buffy fera assez confiance à Spike dorénavant, même à lui laisser Dawn dans les moments de danger.
Willow se dispute avec Tara au sujet des pouvoirs grandissants et effrayants de Willow et de la constance dans le futur de sa sexualité. Elles sont toutes les deux très tristes de la situation et acceptent de faire la paix. Gloria est plus rapide et rejoint Tara qu'elle pense être la clef. Lorsque Glory se rend compte de son erreur, elle aspire la raison de Tara en plantant ses doigts dans son crâne. C'est ainsi que la déesse se nourrit de la raison des gens pour pouvoir garder son apparence dans cette dimension matérielle. Tara est devenue folle, et Willow est inconsolable... et en colère. Elle demande à Buffy quand est ce qu'ils se mettront enfin à l'offensive, lorsque ce sera le tour de Dawn ? Buffy répond qu'ils attaqueront le jour où ils auront une chance face à la déesse. Willow fait mine d'accepter... pour mieux se rendre à la boutique de magie prendre des armes et consulter des livres de magie noires. Willow débarque dans le magnifique appartement de Glory, débordante de magie noire, ces yeux sont noirs (alors que seuls les démons les avaient jusqu'à présent). Willow ne fait pas le poids mais résiste et inflige des coups à Gloria, ce qui a le mérite d'être noté. Buffy arrive au dernier moment pour sauver son amie. Au moment où Gloria explique qu'à l'époque, on crucifiait les sorcières, Buffy répond qu'on se prosternait devant les dieux aussi mais que les temps ont changé.
Willow est calmée et s'occupe de Tara, mais Gloria les retrouve et par mégarde Tara révèle à la déesse que Dawn est la Clef. Buffy décide alors que toute la bande doit fuir Sunnydale le plus loin possible pour survivre. Sur le chemin, ils se font attaquer par les Chevaliers de Byzantium, un ordre mystique prêt à tuer la Clef pour préserver le monde. Willow fait encore appel à ses pouvoirs obscures pour protéger la bande. Un prisonnier révèle que Gloria est une déesse d'une dimension démoniaque. Elle gouvernait cette dimension avec deux autres dieux qui eurent peur des pouvoirs grandissants de Gloria. Ils la bannirent alors dans notre dimension dans le corps d'un humain, Ben, et devra mourir avec son hôte mortel. Mais Gloria était assez puissante pour reprendre le contrôle du corps. Elle est à la recherche de la Clef pour rouvrir les portes dimensionnelles et rentrer. Mais le processus ne refermera pas les portes et toutes les dimensions fusionneront pour faire de la Terre un Enfer. Giles est gravement blessé. Mais l'infirmier qui vient à leur secours n'est autre que Ben. Gloria reprendra le contrôle de la situation, enlèvera Dawn, détruira le bouclier magique de Willow et tuera tous les Chevaliers de Byzantium avec une facilité déconcertante.
Buffy n'en peut plus, elle a perdu. Elle se met dans un état catatonique où elle s'imagine avoir tué sa sœur de ses propres mains. Willow pénétrera son esprit et la ramènera pour continuer à se battre. Ils ont un plan où chacun jouera un rôle, y compris Spike, qui remercie Buffy de le traiter comme un homme. Xander demande à Anya de se marier avec lui s'ils survivent à cette épreuve, Anya accepte. Tara doit absolument aller rejoindre les autres fous dans la construction d'une gigantesque tour dans un dépôt en plein air. La conjonction pour ouvrir les portes dimensionnelles est proche, ce qui fait fusionner petit à petit l'esprit de Ben et Gloria. Cette dernière se sent souillée par cette humanité et ses émotions.
Gloria surprend Tara à l'œuvre sur la tour et lui demande ce qu'elle fait là. Willow répond qu'elle est avec elle et réussit à inverser le processus de transfert de raison. Tara est guérie et Gloria a du mal à se concentrer. Buffy arrive à ce moment avec la Sphère des Dogons. Gloria la détruit mais se sent mal. Elle se bat avec Buffy qui s'avère être le Buffybot remis en service mais maintenant décapitée. La Tueuse reprend alors le combat. La Tueuse combat avec le gigantesque marteau divin subtilisé à un troll; première victime d'Anya. Xander aide Buffy en assenant un bon coup de boule de démolition droit sur Glory. Gloria est en mauvais état après toutes ses épreuves, et Ben reprend le dessus pour finir, tous les membres brisés. Buffy dit à Ben que Gloria ne doit plus jamais, jamais se mettre sur son chemin et le laisse. Giles sort de l'ombre et comprend que Gloria ne les laissera jamais tranquille. Il tue par suffocation un Ben en pleurs incapable de se défendre.
Pendant ce temps, Dawn a été amenée au sommet de la tour. Spike vient la sauver mais il se retrouve face au vieux sorcier de résurrection, un démon adorateur du chaos en réalité. Spike se fait projeter en bas de la tour. Le démon entaille la chair de Dawn au moment de la conjonction et les portes commencent à s'ouvrir. L'énergie de la Clef se trouve dans son sang. Buffy arrive à ce moment et dégomme le démon. Elle sauve Dawn mais il est trop tard. Un dragon parait dans le ciel de Sunnydale, les bâtiments se transforment en nid à démons, des tremblements de terre détruisent la ville, une énorme boule d'énergie grandit au pied de la tour. Anya sauve Xander d'un éboulement mais le reçoit sur la tête. Dawn veut se jeter dans la porte d'énergie mais est empêché par Buffy, elle mourra si elle fait ça. Tant que le sang coulera, la porte restera ouverte. Buffy pense alors à sa discussion sur le sang des Summers et au parole de Sineya, la mort est son cadeau. Buffy voit l'aurore pointer au loin, elle explique sereine qu'elle aime Dawn. La chose la plus dure au monde est d'y vivre, Dawn doit vivre, pour Buffy aussi. Buffy saute dans le vide et les portes se referment. La bande retrouve le corps de la Tueuse au bas de la tour, elle est morte. Sur la tombe de la Tueuse, ils inscrivent « Buffy Anne Summers - 1981-2001 - Beloved Sister, Devoted Friend, She Saved The World A Lot » (sœur aimée, amie dévouée, elle sauva le monde de nombreuses fois).
- La mort de la Tueuse est annoncée par Faith à la fin de la saison 3, lorsqu'elle lui dit en rêve que le compte à rebours commence pour Buffy à partir de 7:30. En effet 730 correspond au nombre de jours qu'il y a dans deux ans, le nombre de jours restant à la Tueuse.

### Saison 6
Buffy n'est plus. Mais la bande dirigée par Willow continue la chasse aux vampires à Sunnydale. La Buffybot a été remise en service par Willow pour duper les vampires et les démons sur le sort de la Tueuse. Willow et Tara ont emménagé avec Dawn dans la maison des Summers. Dawn se réconforte dans le lit du Buffybot la nuit. Spike reste pour la protéger et s'en veut de ne pas avoir sauvé la Tueuse sur la tour. Giles sent que sa place n'est plus à Sunnydale. Il rentre en Angleterre. Tout le monde lui souhaite bon voyage, mais omet de dire que Willow prépare un sort dangereux pour ressusciter Buffy. En effet, comme pour Angel dans la saison 3, Buffy est morte mais son âme est peut-être enfermée dans une dimension démoniaque à subir les pires tourments.
Le sort fait appel à la magie noire puissante. Willow doit faire des sacrifices d'animaux. La nuit du rituel, Willow, Tara, Xander et Anya se mettent en cercle autour de la tombe de Buffy. Willow fait appel à Osiris (Osirus en VF), dieu égyptien des morts, pour ramener son amie. Des scarabées commencent à ramper sous la peau de Willow et un serpent lui sort par la bouche. Ceci est un test pour le rituel. Les énergies dégagées par le rituel sont impressionnantes. Mais le sort est interrompu par le Buffybot en défaillance poursuivi par les Hellions, des démons motards. Ils savent que la Tueuse n'est qu'une machine. La bande doit fuir, et Willow est exténuée. Elle se rend compte en pleurs que le sort n'a pas fonctionné, et comme l'Urne d'Osiris a été brisée, ils ne pourront jamais recommencer. Mais dans le cercueil de Buffy, la chair de la Tueuse se reconstitue et une Buffy terrorisée prend conscience.
Buffy est obligé de sortir de sa tombe seule. Tout l'agresse, sa blessure aux mains après avoir brisé son cercueil, les flammes des voitures brûlées, le son des alarmes, une véritable vision de l'Enfer. Elle voit les Hellions démembrer le Buffybot et elle fuit. Grâce à une Buffy muette et traumatisée et la bande, la situation est rétablie en ville. Buffy s'enfuit et retrouve la tour de Glory qui est sur le point de se désagréger. Elle est sur le point de sauter à nouveau mais Dawn monte pour la sauver. Buffy demande si c'est l'Enfer ici. Elle sort de son apathie lorsque la vie de Dawn est en danger à cause de la tour qui s'effondre. Mais Buffy n'a pas l'air heureuse.
À la suite du rituel de résurrection, une âme damnée a pu venir dans notre monde. Le fantôme prend possession des membres de la bande et les terrorise. S'il veut rester sur terre, il doit tuer Buffy. Il lui dit qu'elle n'appartient plus à ce monde et que quand elle mourra, ça ne sera qu'une brise. Le fantôme est vaincu mais les traumatismes restent. Malgré tout, Buffy semble reprendre la vie en main. Elle dit merci à ses amis de l'avoir sauvée de l'Enfer et tous s'embrassent. Buffy sort dehors et rencontre Spike. Elle se confie à lui. En réalité, elle n'était pas en Enfer, elle se trouvait dans un endroit où elle se sentait heureuse, accomplie. L'Enfer, c'est ici. Elle demande à Spike de ne jamais en parler à qui que ce soit.
Giles est de retour et est heureux de retrouver sa protégée. Mais il sermonne avec grande véhémence Willow en privé sur ce qu'elle a fait. Les forces auxquelles elle a fait appel dépasse tout ce qu'elle connaît. Ce n'est qu'une amateur irresponsable. Tous remarquent que Willow commence à utiliser la magie à mauvais escient.
La bande demande ce qu'elle veut faire de sa vie maintenant. Elle ne sait pas trop. Tara lui propose de suivre les cours à l'université en étudiant libre jusqu'aux prochaines inscriptions. Mais c'est sans compter sur Warren, Jonathan et Andrew, 3 camarades de lycées complètement geek et nerd. Ils décident par amusement de contrer la Tueuse avec l'aide de leur savoir technologique et magique. Tout ce qu'entreprend Buffy est voué à l'échec à cause des méfaits des garnements. À l'université Buffy se retrouve dans un écoulement de temps moins rapide. Tout va trop vite pour elle et elle ne suit plus. Elle travaille avec Xander sur un chantier mais l'arrivée de démons et la personnalité macho de ses collègues l'empêche de continuer dans cette voie. Elle travaille avec Anya et Giles à la boutique de magie mais elle n'arrive pas à contenter une cliente magiquement particulièrement insatisfaite. Tout ceci accentue la dépression de Buffy.
Les Summers n'ont plus d'argent. Tout l'argent de Joyce a été englouti par les soins médicaux de la fin de sa vie. Buffy demande de l'argent à la banque en vain. Anya propose à Buffy de se faire payer pour sauver les gens, en vain. Elle se dispute alors avec Xander, pourquoi ne peut elle pas dire aux autres qu'ils vont se marier ? Dawn flirte avec son premier amour qui se révèle être un vampire, elle le tue avant de se faire sermonner par Buffy. Dawn va mal, plus personne ne s'occupe d'elle et elle commence à voler à la boutique de magie. Xander et Anya déclarent qu'ils vont se marier à la joie de tous. Giles propose à Buffy de l'argent, elle accepte et est contente que Giles sera toujours là pour l'aider. Ses paroles font réfléchir l'observateur sur les relatifs bienfaits de ses actes.
Un mystérieux démon seigneur de la danse débarque à Sunnydale. Toute la ville chante et danse comme dans une comédie musicale et tous trouvent cela étrange, mais les sentiments cachés sont révélés en chanson sans que cela puisse être contrôlé. Dawn vole une amulette à la boutique de magie et se fait capturer par le seigneur de la danse. Comme elle porte l'amulette, il pense que c'est elle qui l'a invoqué. Il veut l'emmener en Enfer et en faire sa reine. La ville est maudite, lorsque les gens ont trop de choses à cacher, ils finissent par mourir par combustion spontanée. Giles se rend compte que Buffy ne prend pas sa vie en main, et lui dit qu'elle doit se débrouiller seule cette fois-ci et ne compter que sur elle. Buffy le prend mal et va affronter le démon seule, quitte à mourir. Elle propose d'échanger sa place avec sa sœur. Le démon la fait chanter et elle révèle à tous que ses amis l'ont ramené de force du Paradis. Elle est sur le point de danser jusqu'à combustion mais Spike la sauve. Il lui dit que la seule façon de guérir ses blessures à l'âme, c'est de vivre. Dawn intervient avec cette phrase : « la chose la plus difficile dans ce monde, c'est d'y vivre... ». C'est Xander qui a invoqué le seigneur de la danse pour mettre un peu de joie dans la vie de chacun. Le démon est tenté de prendre Xander pour reine mais renonce et s'en va.
Les jours suivants, tous sont sous le choc. De plus Tara accuse Willow d'avoir utilisé la magie sur son esprit pour qu'elle oublie leur dispute à propos de l'abus de magie, comme une drogue dure. Tara rappelle que Glory lui a fait subir le même genre de chose sur elle. Elle demande à Willow de ne plus faire de magie pendant une semaine. Willow accepte mais dès le lendemain, elle utilise de nouveau le sort de l'oubli sur Tara et Buffy, pour que tout rentre dans l'ordre. Mais le sort tourne mal, tous oublient leur identité. Après bien des quiproquos et des mésaventures vampiriques, les choses rentrent dans l'ordre. Tara quitte alors Willow et Giles retourne en Angleterre.
À partir de là, rien ne va plus. Buffy et la bande filent du mauvais coton. Willow se rend compte qu'elle peut venir en aide à Amy Madison, une sorcière du lycée qui s'était changé en rat mais sans pouvoir revenir à sa forme originelle. La transformation d'Amy est facile pour Willow maintenant. Amy est abasourdie par les années qui se sont écoulées. À deux, elles passent une nuit de débauche au magasin de magie. Quant à Buffy, Spike lui explique que malgré sa puce anti-violence contre les humains, il arrive à frapper la Tueuse, preuve qu'elle est revenue différente. Buffy est blessée dans son intégrité, il s'ensuit un combat du feu de Dieu qui finit en acte amoureux. Commence pour Buffy une relation honteuse et dégradante avec Spike qu'elle ne parviendra pas à arrêter.
Willow est complètement vidée après sa nuit de débauche magique. Amy lui explique qu'elle connaît un dealer de magie noire, Rack, qui pourrait la faire planer et lui permettrait d'utiliser la magie sans se sentir fatiguée. Willow commence à être une véritable droguée de magie, elle ne peut plus s'en passer. Mais un incident qui faillit coûter la vie de Dawn lui fait comprendre son problème. Elle croit avoir tout perdu avec Tara. Buffy décide de l'aider, tout ce qui se rapporte à la magie à la maison, y compris les bougies, est banni. Willow ne veut plus utiliser la magie dorénavant et le ferra comprendre sèchement à Amy. Buffy se promet à elle-même par la même occasion de ne plus coucher avec Spike, en vain.
Le trio de nerds ont inventé un pistolet à rayon d'invisibilité. Buffy est fait les frais par accident et s'amuse pour la 1re fois, elle n'a plus de règle, elle ne fait presque plus partie de ce monde. Elle se sent libérée. Mais lorsqu'elle apprend qu'elle risque de mourir, pour la première fois depuis son retour, elle a peur.
Buffy se décide à décrocher un job. Elle va travailler dans un restaurant de fast food. Le trio de nerds, dans leur occupations mesquines, dépasse la limite. Il tue par accident l'ex-petite amie de Warren. Ils font accuser Buffy, qui doute et qui est prête à se rendre à la police. Elle sera disculpée par la suite.
Le jour de l'anniversaire de Buffy, Dawn qui se sent seule et file un mauvais coton, fait le vœu que Buffy et ses amis restent avec elle. Vœu qui sera réalisé par une ancienne connaissance d'Anya, le démon vengeur Halfrek, surnommée Hally, en ville pour le prochain mariage de Xander et Anya. La fête bat son plein et personne n'a l'envie de rentrer. La malédiction est vite mise en lumière et tous découvrent que Dawn est kleptomane, au grand dam d'Anya qui est maintenant la copropriétaire du magasin de magie. Buffy comprend la détresse de Dawn est décide de mieux prendre soin d'elle.
Riley revient dans la vie de Buffy... avec sa femme, une militaire comme lui. Ils ont besoin de l'aide de Buffy pour traquer un démon dangereux. Buffy se fait prendre la main dans le sac avec Spike par Riley. Buffy se sent honteuse et comprend qu'elle est sur la mauvaise voie. Elle rompt définitivement avec Spike.
Le jour du mariage est arrivé pour Xander et Anya. Mais rien ne se passe bien. Une ancienne victime d'Anyanka jette un sort sur Xander. Il a des visions catastrophiques de sa vie avec Anya et décide de rompre. Anya est bouleversée et D'Hoffryn lui propose à nouveau un poste chez les démons vengeurs, qu'elle accepte.
Buffy se fait infecté par un démon. Elle se réveille dans un hôpital psychiatrique. Joyce est vivante et toujours mariée à Hank, le père de Buffy. Le docteur lui raconte qu'elle vit dans un monde imaginaire et que pour guérir, elle doit tuer ses amis et sa sœur. Elle n'y parvient pas mais le doute subsiste sur le choix de la réalité vraie.
Les choses vont encore en se dégradant. Anya essaie par tous les moyens de se venger de Xander, mais personne ne fait un vœu dans ce sens. Willow et Tara se revoient de nouveau, lentement mais sûrement. La bande découvre que le trio de nerds a mis des webcams un peu partout pour les surveiller. Xander découvre la partie de luxure entre Anya et Spike après une soirée de beuverie. Spike révèle alors qu'il a couché avec Buffy aussi. C'en est trop pour Xander qui les quitte. Tara demande à Willow, qui est guérie de son addiction à la magie, d'accélérer leurs retrouvailles et elles s'embrassent. Elles sont de nouveau réunies.
Spike ne veut pas croire que tout est réellement fini entre lui et Buffy. Il va chez elle et commence à être violent. Il va jusqu'à essayer de violer Buffy, qui peut compter sur ses super-pouvoirs pour se défendre. Elle ne veut plus le voir. Spike quitte la ville en promettant que la Tueuse aura ce qu'elle mérite... Il se rend en Afrique pour rencontrer un démon. Il veut récupérer son identité, ce qu'il était, mais il doit passer des tests de force. La bande déjoue un plan du trio, Jonathan et Andrew se retrouvent en prison. Xander vient rendre visite à Buffy dans son jardin alors qu'elle essaie de débusquer les dernières webcams. Willow et Tara sont dans la chambre au premier en train de se retrouver. Xander et Buffy se rabibochent, tout recommence à aller pour le mieux quand Warren débarque, armé d'un pistolet. Il tire en direction de Buffy et Xander, puis à nouveau en l'air en partant. Buffy est très gravement touchée à la poitrine. La balle perdue s'est logée en plein dans le cœur de Tara, qui meurt sur le coup.
Buffy est emmenée à l'hôpital, personne sait que Tara et Willow sont dans la maison. Willow se replonge dans la magie noire et invoque Osiris. Mais le dieu refuse de ramener Tara, car sa mort est naturelle, alors que Buffy était morte par des forces mystiques. Une Willow inconsolable et déterminée se rend à la boutique de magie et draine littéralement tout le contenu des livres de magie noire. Ses cheveux et ses yeux deviennent noir de jais.
Willow sauve Buffy à l'hôpital. Ils retrouvent Warren mais Willow ne détruit qu'un robot à son effigie. Buffy comprend qu'elle veut le tuer. Willow explique la mort de Tara. Mais pour Buffy, ce qu'elle va faire est mal. Willow part seule à la poursuite du meurtrier. Elle le retrouve et l'écorche vif, avant d'incinérer son corps. Ses amis sont stupéfaits par cet acte. Il faut sauver Willow avant qu'il ne soit trop tard. Elle est à la poursuite de Jonathan et Andrew maintenant. Anya révèle sa nature de démon mais les aide. Ils ramènent les deux nerds à la boutique de magie. Willow se sent faible et va drainer toute la magie noire de Rack, le dealer d'Amy.
Dark Willow doit faire face à Buffy tandis que les autres fuient. Willow révèle qu'elle va pouvoir enfin être au-devant de la scène en devenant la Tueuse. Buffy répond qu'être la Tueuse, c'est quelque chose que Willow ne comprendra jamais. Buffy se défend bien mais se fait massacrer. Willow comprend qu'être la Tueuse, ce n'est pas une question de bien ou de mal, c'est une question de pouvoir. Lorsque Willow exulte qu'il n'y a personne pour l'arrêter, Giles entre dans la boutique de magie pour vérifier cette théorie.
Giles a été mis au courant de la situation à Sunnydale par un couvent de sorcière en Angleterre, qui lui prêtèrent leur pouvoirs magiques. Mais Willow n'est plus une amateur comme à leur dernière dispute, elle est devenue pro. Giles l'emprisonne dans un anneau qui lui pompe son énergie. Buffy met Giles au courant de la situation : Tara est morte, Xander a quitté Anya sur l'autel, Anya est de nouveau démon vengeur, Dawn est kleptomane et Buffy a couché avec Spike. Contre toute attente, et face à autant de mésaventures en son absence, Giles rit et Buffy rit avec lui. Willow se sert de contrôle mental sur Anya pour se libérer. Un combat de magie à mort se met en place entre Giles et Willow. La sorcière envoie une boule de feu qui va aller s'abattre sur les fugitifs, tuant tous ceux qui se trouvent à proximité. Buffy court pour les sauver. Elle arrive à temps mais finit dans un trou profond avec Dawn à la suite d'un éboulement.
Willow a le dessus sur Giles. Elle lui draine toute sa puissance magique. Aucun être au monde n'a été aussi puissant en magie. Mais le contre-coup est qu'elle est connectée avec toute la peine du monde. C'en est trop pour elle. Giles, agonisant, lui propose de se débarrasser de toute cette magie pour être tranquille. Mais Willow décide de mettre un terme à ce monde pour enrayer tant de souffrances.
Anya prévient Buffy et Dawn que Giles est mourant, et que la Tueuse ne pourra pas l'arrêter. Willow envoie des zombies attaquer la Tueuse et Dawn. Pour Willow, Buffy avait tort, pour sauver le monde, il faut le détruire. Dawn se révèle une remarquable combattante, elle a bien grandi. Willow déterre le temple maléfique de la démone Proserpexa. Elle va drainer toute l'énergie de la planète vers l'effigie de la démone pour mettre un terme à ce monde. Soudain, Xander s'interpose. Il dit qu'il mérite de mourir en premier, il a toujours été là pour Willow. La sorcière le blesse pour le faire partir mais rien n'y fait. Xander prend Willow dans ses bras, qui s'effondre en larmes. Ces cheveux redeviennent roux. Giles se rétablit. Il explique à Anya que la magie de Rack venait des ténèbres, alors que la sienne venait de la lumière. Willow a pu se reconnecter à ses sentiments humains. Buffy pleure de soulagement que tout se termine bien. Dawn lui demande si elle pleure car elle aurait voulu la fin du monde. Buffy comprend alors qu'elle a mal agi avec sa sœur. Elle ne va plus la protéger du monde, elle va lui montrer. Elles sortent du cimetière et marchent à travers les arbres en fleurs. Tout ira bien maintenant.
Spike est couché au sol, à la suite de ses affrontements. Il n'est pas mort, il a réussi le test. Le démon s'approche et lui dit qu'il peut récupérer son âme.

### Saison 7
Buffy rêve de jeunes filles à travers le monde, qui tentent en vain de fuir face à de mystérieux hommes en tunique armés de dagues. Ces rêves sont apparentés au don de rêve prémonitoire des Tueuses. Quelque chose à travers le monde est en train de se produire. Une des filles trucidée lui confie un message avant de lâcher son dernier souffle : « from beneath you, it devours » (« venu d'en dessous, ça dévore tout »).
Mais Buffy a d'autres préoccupations en tête, le lycée de Sunnydale a été reconstruit sur la bouche de l'enfer et va rouvrir ses portes. De plus, Dawn commence sa première année dans ce même lycée. Bien que Buffy lui enseigne les arts martiaux, elle est inquiète pour sa sœur et seule famille. Et elle a raison, les zombies des étudiants morts lors de l'attaque de Wilkins se réveillent et veulent se venger de Buffy qui n'avait pas pu tous les sauver. La Tueuse sauve la situation, et le nouveau proviseur, Robin Wood, lui propose un poste de conseillère d'éducation, qu'elle accepte. Elle pourra ainsi quitter son job au Doublemeat Palace et garder un œil sur les forces de l'ombre qui opèrent à nouveau au lycée. Buffy découvre aussi que Spike, devenu fou, se terre dans les soubassements du lycée. Il a des hallucinations, il croit se voir ou voir Buffy.
Willow a été amenée en Angleterre par Giles pour y suivre une période de réhabilitation dans le couvent de sorciers. Elle va mieux mais la culpabilité et le deuil la ronge. Elle a commis un meurtre et se demande si un jour elle s'en sortir indemne. Elle n'a pas perdu ses pouvoirs magiques et est toujours connectée à tout. Les sorciers du couvent l'aident à maîtriser ses grands pouvoirs. Elle capte une prémonition : la bouche de l'enfer s'est rouverte. Bien qu'elle ne se dit pas prête, il est temps pour elle de retourner à Sunnydale. À son retour, elle se jette inconsciemment un sort d'invisibilité pour ne pas être vu de Buffy, Xander et Dawn. Sa culpabilité est la source de ce sort. Elle et la bande de son côté enquêtent sur des meurtres par écorchures. Il est difficile de ne pas penser aux agissements de Dark Willow avec Warren Meers. Willow retrouve Anya, qui essaie de sauver ce qu'elle peut de la ruine de la boutique magique, à la suite de la bataille entre Dark Willow et Giles. Néanmoins, Anya l'aidera à retrouver le démon. Une fois celui-ci exterminé, toute la bande se retrouve à nouveau et s'embrasse affectueusement.
Anya, toujours démon vengeur, exauce le vœu d'une jeune étudiante bafouée, ce qui provoque la mort d'une dizaine d'étudiants par invocation d'une araignée géante. Mais Anya est tout aussi épouvantée par ce qu'elle a fait. Elle est redevenue trop humaine pour se délecter à nouveau de sa vie de démon. Elle repense à son passé. Elle fut Aud, jeune paysanne de la région baltique deux millénaires plus tôt. Elle élève des lapins (qu'elle déteste aujourd'hui). Elle est généreuse et amoureuse de Olaf, un coureur de jupons. Bafouée, elle se venge en le transformant en troll. Elle se fait contacter alors par D'Hoffryn, le maître des démons vengeurs et elle accepte sa proposition de les rejoindre. Il sensuit deux millénaires de travail hyper professionnel de la part du démon Anyanka, dont tous démons respectent les manières cruelles de venger les femmes bafouées. Elle se lie d'amitié avec le démon vengeur Halfrek, et lui explique qu'elle est devenue la vengeance.
Mais aujourd'hui est une autre affaire. Willow découvre ce qui se passe et préviens Xander et Buffy. La Tueuse sait ce qu'elle doit faire, elle doit arrêter Anya coûte que coûte. Mais ceci n'est pas de l'avis de Xander, il l'aime toujours. Est remis sur le tapis l'histoire de Xander qui disait à Buffy de ne pas rater Angelus alors qu'il savait pertinemment que Willow tentait de ramener son âme. Buffy explique alors qu'en ce qui concerne les démons, elle est seule à juger, elle est la loi. Willow contacte en secret D'Hoffryn avec le talisman qu'il lui avait remis en saison 4. Celui-ci est impressionné par ces agissements sur Warren, et pense qu'elle est prête à les rejoindre. Mais Willow veut sauver Anya. Cette dernière attend Buffy, elle savait que ce moment arriverait tôt ou tard. À la suite d'un combat magnifique à l'épée, une Anya au bord du gouffre est sur le point de se faire volontairement transpercer, lorsque D'Hoffryn apparaît. Il veut entendre de la bouche ce qu'Anya veut. Elle supplie D'Hoffryn d'inverser son vœu, même si le prix à payer et la vie et l'âme d'un démon vengeur. D'Hoffryn accepte, et incinère Halfrek pour inverser le vœu. Il remémore ses préceptes à une Anya inconsolable : « never go for the kill when you can go for the pain » (« ne jamais tuer si tu peux faire souffrir »). Anya est bannie à jamais des démons vengeurs. Il lui explique qu'en plus, il n'est pas bon d'être du côté du bien pour le moment, car « venu d'en dessous, ça dévore tout ». Anya est en perte totale d'identité, et dans sa quête de rédemption, elle décline l'offre de Xander de se remettre ensemble.
Un soir comme un autre, Buffy patrouille dans le cimetière, Willow étudie ardemment à la bibliothèque pour rattraper son retard, Dawn se fait une soirée pizza à la maison. Mais toutes trois vont vivre une nuit avec les morts. Buffy retrouve un vampire qui était dans le même lycée qu'elle. Il était étudiant en psychologie avant de se faire vampiriser. Buffy se fait alors psychanalyser. Elle avoue que malgré son entourage précieux, elle est toujours seule dans son combat contre le mal, et elle a développé un complexe de supériorité. Willow fait la rencontre d'un fantôme, qui se dit présent à la place de Tara. Willow est bouleversée, le fantôme lui explique que, à la suite du meurtre de Warren, elle est punie et ne peut pas voir sa bien-aimée. Le fantôme lui suggère de se suicider pour la rejoindre. Mais Willow comprend alors que c'est un piège. Elle est face à la Force (the First en VO), le premier mal sur terre, le même qui poussa Angel au suicide en saison 3. Il explique qu'il passera bientôt à l'attaque et que personne n'y échappera. Dawn doit aider à exorciser le fantôme de Joyce qui se fait attaquer par une créature démoniaque. Une Joyce libérée confiera à sa fille que le jour où tout ira mal, Buffy sera contre elle. Avant de tuer son vampire, Buffy apprend que celui qui l'a vampirisé n'est autre que Spike.
Spike est la proie de la Force, qui le torture psychologiquement en prenant l'apparence de Buffy (bien qu'immatérielle, elle peut prendre l'apparence de toute personne morte). Ce lavage de cerveau arrive à contrôler l'esprit de Spike qui arrive à tuer malgré sa puce cérébrale. Buffy l'aidera du mieux qu'elle peut en l'enchaînant dans sa cave. Mais il se fera enlever par les hommes en tunique de la Force, les Harbringers of Death.
Jonathan et Andrew sont de retour à Sunnydale après avoir fui au Mexique. Andrew se fait manipuler par la Force, qui prend l'apparence de Warren. Andrew poignarde Jonathan dans les soubassements du lycée pour que son sang ouvre le Sceau de Danzalthar, l'entrée de la bouche de l'enfer. Mais Jonathan est anémique et il n'y a pas assez de sang. Mais les Harbringers ouvrent le sceau grâce au sang de Spike. Sort alors de la bouche de l'enfer, un puissant vampire préhistorique, animal, à mi chemin entre le Maître et le vampire Nosferatu.
Andrew se fait séquestrer chez Buffy, qui apprend l'existence du sceau. De par le monde, des Tueuses Potentielles qui ont des chances de se faire activer un jour débarque chez Buffy. La Force a envoyé ses sbires exterminer toutes ces filles pour que plus personne ne se dresse devant elle. Elles pensent que l'endroit le plus sûr est auprès de Buffy. D'ailleurs, la Force a fait exploser le quartier général du Conseil des Observateurs. Giles sera cru mort, mais réapparaîtra à Sunnydale. La bande vérifiera par une embrassade que ce n'est pas la Force. Buffy commence alors l'apprentissage de Tueuse aux potentielles pour dresser une armée pour contrer la Force. Plusieurs potentielles se font trucider par le vampire préhistorique, un Turok-Han. Buffy se fait salement amocher par la créature et tous perdent espoir. Mais Buffy redonne courage en précisant qu'il existe un moyen de se battre contre la Force, et ce moyen c'est eux! Buffy, après un long combat, se débarrasse du Turok-Han et prouve aux potentielles qu'elles peuvent gagner. Rien ne va plus au lycée, les forces maléfiques ont corrompu l'endroit. Buffy utilise Andrew pour refermer le Sceau de Danzalthar en le mettant face à la réalité, il a tué son meilleur ami après avoir été manipulé. Ses larmes de remords referment le sceau. À partir de là, il deviendra lentement un allié pour la bande.
Willow essaie de repérer les potentielles restantes à Sunnydale. Elle lance un sort et Dawn se fait désigner. Cette nouvelle ébranle cette dernière mais semble assumer son nouveau destin. Elle se retrouve coincée au lycée avec des vampires et Amanda, une amie, et il s'avère que la potentielle est Amanda. Dawn est déçue mais Xander lui explique qu'il comprend ce que c'est de ne pas avoir de pouvoir, mais elle n'en reste pas moins quelqu'un d'exceptionnel.
Willow se lie amoureusement avec une potentielle, Kennedy. Mais lors de leur premier baiser, Willow se transforme physiquement et prend l'apparence de Warren. Willow estime que c'est encore son inconscient qui lui joue des tours. Elle va chercher seule le remède. Elle se rend à la réunion des sorciers étudiants, qui sont passés pro. Elle retrouve Amy qui lui explique qu'elle fait une cure pour se guérir de la magie noire. Elle aide Willow avec son problème en réalisant un rituel. Mais l'effet est encore plus délétère, Willow devient mentalement Warren. Elle va acheter une arme à feu et fomente un mauvais coup. La bande découvre alors que c'est Amy qui a jeté ce sort. Amy a toujours été envieuse des pouvoirs de Willow et n'a toujours pas avalé la pilule de ses nombreuses années passées en cage sous forme de rat. Le sort titille la culpabilité de Willow qui s'est trouvé elle-même la manière de se punir de ses effets. Willow se rend armée dans le jardin des Summers, et tombe sur Kennedy. Willow la menace et explique que c'est à cause d'elle, à cause d'elle qu'elle a oublié Tara. Par sa faute elle a vraiment laissé Tara partir. Kennedy embrasse Willow, ce qui annule le sort comme dans un conte de fées.
Buffy se fait inviter par Robin Wood, le proviseur mystérieux à dîner. Ils se font attaquer par des vampires, et celui-ci se défend comme un pro. Il explique alors à Buffy qu'il connaît son identité de Tueuse, lui-même est le fils d'une Tueuse, celle qui a été tué par Spike dans le métro newyorkais en 1977. Il lui remet une trousse qui devait être confiée de Tueuse en Tueuse. À la suite d'un conflit interne dans la bande, Buffy décide d'ouvrir la trousse. Elle y découvre une mystérieuse boîte qui ouvre une brèche dimensionnelle. Buffy y pénètre pour avoir des réponses. Elle y rencontre trois hommes d'un autre temps, les Hommes de l'ombre, qui lui expliquent qu'elle sera la dernière gardienne de la bouche de l'enfer. Buffy se fait enchaîner. Les Hommes de l'ombre sont les sorciers qui ont créé la première Tueuse en lui insufflant l'âme d'un démon puissant. Buffy comprend d'où vient la part obscure des Tueuses, mais cette âme démoniaque s'est dilué avec le temps. Les Hommes de l'ombre sont les premiers Observateurs et ont dicté les règles de lignage des Tueuses. Ils expliquent à Buffy que pour gagner ce dernier combat, ils doivent à nouveau lui insuffler cette âme démoniaque, de force s'il le faut. Buffy refuse de devenir moins humaine et se libère. Avant de rentrer, elle reçoit une vision du future : une armée de vampires Turok-Han qui se prépare au combat ultime dans la bouche de l'enfer. Buffy avoue à Willow qu'elle a peut-être fait une erreur en refusant la proposition des Hommes de l'ombre.
Buffy réussit à contacter l'Initiative pour faire enlever la puce dysfonctionnelle de Spike. Ils peuvent la réparer, mais Buffy autorise qu'on l'enlève, ce qui n'est pas pour rassurer Giles et Wood, surtout qu'il peut à tout moment être manipulé par la Force. Ils décident alors de réaliser un rituel magique pour connaître la clef psychologique que la Force utilise pour contrôler Spike. Spike replonge dans son passé d'humain. C'est un jeune poète naïf et désespérément romantique, William. Il ne cesse d'écrire des poèmes en vain à Cécile, qui n'est autre que le démon vengeur Halfrek avant sa transformation. Il se fait vampiriser par Drusila et décide de vampiriser sa propre mère atteinte d'une maladie incurable pour vivre ensemble à jamais. Mais la vampirisation transforme la gentille mère attentionnée en créature sans âme. Spike décide alors de tuer sa mère pour ne pas altérer l'image qu'il avait d'elle. Il en sera à jamais traumatisé. Giles et Wood décide d'en finir avec Spike, il est toujours trop dangereux pour le combat qui les attend. Giles fait diversion sur Buffy durant une patrouille tandis que Robin va enfin pouvoir se venger du meurtrier de sa mère. Mais Spike remporte le combat et touche Robin dans l'âme en lui expliquant que sa mère l'aimait vraiment, mais que celle de Robin a préféré sa mission de Tueuse plutôt que son enfant. Buffy se sent trahie et ne fait plus confiance, ni à Giles, ni à Robin.
La ville de Sunnydale se vide de ses habitants, humains comme démons. Tous sentent l'ultime combat approcher et veulent fuir. Buffy se fait virer du lycée par Robin, elle ne doit plus que se préparer à ce combat. À la suite d'une mission à Los Angeles pour retrouver l'âme d'Angel (voir série Angel), Willow revient à Sunnydale avec une alliée de poids, Faith fraîchement évadée de prison. Les retrouvailles sont tendues. Une autre arrivée à Sunnydale se produit : Caleb, le prêtre maléfique misogyne et dérangé, bras droit de la Force, qui s'établit dans le vignoble de la vallée de l'ombre (l'inverse de Sunnydale, la colline ensoleillée). Buffy décide qu'il doit se cacher quelque chose d'important dans le vignoble, mais l'attaque tourne mal pour la bande, plusieurs potentielles sont tuées et Xander se fait irréversiblement blessé à l'œil. Buffy décide qu'il faut y retourner, mais tous les autres refusent et se dressent contre elle. Anya remarque que si elle est la Tueuse élue, ce n'est pas par mérite mais par chance. Cela ne fait pas d'elle une leader digne de ce nom. Dawn se souvient des paroles du fantôme de Joyce et demande à Buffy de partir, qui s'exécute complètement démolie après tout ce qu'elle a fait pour tous. Faith est déclarée nouvelle leader.
Spike prend le parti de Buffy et passe la nuit avec elle ailleurs. Il a foi en ses compétences. Grâce à cela, Buffy reprend espoir et reprend le combat. Elle s'introduit seule dans le vignoble et découvre une légendaire faux rouge. Elle combat Caleb et s'enfuit. Faith a emmené les potentielles dans les caves d'armes des Harbringers pour leur en voler, mais il s'avère être un piège. Une bombe explose et de nombreuses potentielles sont gravement blessées. Buffy arrive à les sauver et reprend le leadership. Elle montre la faux à tous, qui semble renfermer un grand pouvoir. Buffy découvre après recherche un vieux temple dans un cimetière et rencontre une Ancienne. Elle est les siens ont forgé la faux pour les Tueuses en cachette des Shadow Men. C'est l'arme ultime des Tueuses. Mais Caleb intervient et tue l'Ancienne. Angel arrive à la rescousse mais Buffy veut régler cela seule. Elle tranche Caleb en deux de haut en bas. Angel est venu lui remettre un talisman qui devrait jouer un rôle dans la lutte ultime, mais il doit être porté par un champion. Angel se propose mais Buffy le préfère à Los Angeles, une deuxième vague contre la Force devra se dresser si elle ne réussit pas. Angel demande où ils en sont sentimentalement. Buffy répond qu'elle n'est pas encore prête, mais un jour peut-être.
Mais Spike dans un coin a vu leur échange de baiser et la Force tente de le manipuler à nouveau, en vain. Buffy donne le talisman à Spike, qu'elle considère comme un champion. L'offensive est pour le lendemain. Buffy dort avec Spike, mais elle ne trouve pas le sommeil. La Force sous les traits de Buffy vient lui rendre visite pour la narguer. Lorsque son armée de Turok-Han sera aussi nombreuse que la population humaine, il pourra enfin devenir matériel et perpétrer ses propres meurtres. Mais quant à Buffy, la Force lui rappelle qu'elle sera finalement toujours seule à se dresser contre les forces du mal. Néanmoins, cette réplique donne à Buffy une idée pour gagner la bataille. Elle en parle à la bande qui accueille l'idée de manière assez surprise. Willow se sent anxieuse car une bonne partie du plan repose sur elle et ses pouvoirs magiques.
Sur les ordres de Buffy, Xander chloroforme Dawn et l'emmène loin en voiture. Mais à son réveil, elle ne compte pas fuir, elle veut être auprès de sa sœur pour combattre. À son retour, elle sermonne Buffy qui l'accepte dans les rangs de l'armée de potentielles.
Buffy, la bande et les potentielles se rendent au lycée de Sunnydale pour lancer l'offensive. Dawn, Xander, Anya, Andrew, Giles et Robin resteront dans le bâtiment pour neutraliser les Turok-Han qui s'échapperont du sceau. Buffy, Faith, Spike et les potentielles se rendent au sceau. Elles s'entaillent toutes les mains pour verser leur sang sur le sceau et l'ouvrir. Willow se rend dans le bureau du proviseur avec Kennedy, munie de la faux. Elle prévient Kennedy que si le sort tourne mal et qu'elle redevient Dark Willow, elle devra la tuer. Le sort qu'elle va tenter est d'une puissance inouïe. Les potentielles sont dans la bouche de l'enfer, elles observent avec anxiété l'armée de Turok-Han plus bas, qui se met à charger. Willow se concentre sur la faux et elle baigne dans une lumière bienfaitrice et chaleureuse, Ses cheveux deviennent blancs (comme ceux de l'Ancienne). Flashback sur le plan de Buffy qui explique aux potentielles que Willow avec l'essence de la faux peut contrer les règles établies par les Hommes de l'ombre et donner à toutes les potentielles le pouvoir des Tueuses. Ainsi elle ne sera plus seule à combattre en tant que Tueuse. Elle leur demande : "Êtes-vous prêtes à être fortes ?"
Les potentielles sentent le pouvoir de la Tueuse dans leurs veines et le combat tourne en faveur des potentielles, même les plus intimidées. Willow est épuisée mais se sent bien. Elle confie la faux à Kennedy qui rejoint les autres. Dans le bâtiment, les Harbringers se sont infiltrés. Giles, Robin, Xander et Dawn dégomment les Turok-Han. Andrew reste prostré sous le cadavre d'un Harbringers, Anya se fait mortellement toucher. Buffy et les potentielles dégomment du vampire préhistorique en se passant la faux l'une à l'autre. Mais Buffy se fait transpercer par une épée pendant qu'elle criait ses ordres aux autres filles. Elle s'effondre et donne la faux à Faith. Buffy voit certaines filles tomber au combat. La bataille prend une mauvaise tournure. La Force apparaît à Buffy sous ses traits, elle lui explique ironiquement qu'elle a failli l'avoir. C'est alors que Buffy se relève, attrape la faux au vol et ordonne à la Force de ne plus jamais se montrer à elle.
Le combat continue et le talisman de Spike se met à briller. Pris de malaise, il recule jusqu'en dessous du Sceau et une lumière le percute. La lumière du talisman détruit instantanément les Turok-Han aux alentours, et la bouche de l'enfer commence à s'écrouler. Buffy ordonne aux potentielles de se replier. Elles embarquent toutes dans un bus scolaire avec Faith, Giles, Robin gravement blessé, Xander sans nouvelle d'Anya, Andrew miraculé, Dawn sans nouvelles de Buffy. Le lycée s'écroule, le bus fonce à travers la ville.
Buffy demande à Spike de venir avec eux, mais il a un job à finir ici, il veut voir jusqu'à la fin. Buffy lui dit qu'elle l'aime, mais Spike ne la croit pas, mais la remercie de lui dire. Buffy court et essaie de rejoindre le bus en sautant de toit en toit et atterrit sur celui du bus. Spike se fait incinérer par la puissance du talisman et toute la bouche de l'enfer s'effondre, entraînant un glissement de terrain qui engloutit toute la ville. Lorsque le bus s'arrête, il ne reste de Sunnydale qu'une gigantesque crevasse. La bouche de l'enfer est bel et bien fermée à jamais. Robin s'en sort et se lie avec Faith. Andrew explique à Xander qu'Anya est morte en le protégeant (ce qui est faux). La bande se réunit autour de Buffy, heureuse d'avoir gagné l'ultime bataille. Giles remarque au mépris de tous qu'il existe une bouche de l'enfer à Cleveland. Buffy n'est plus la seule Tueuse au monde dorénavant. Willow lui dit qu'elle peut faire tout ce qu'elle veut maintenant, que va-t-elle faire ? Buffy regarde à l'horizon et sourit, les yeux plein d'espoir.

## Buffy après Buffy: une postface
Joss Whedon apprécie dans ses scénarios les « fins ouvertes », qui laissent imaginer une vie des personnages après la fin d'une histoire. Ainsi, lors du tout dernier épisode de la série Angel (« L'ultime combat (Not Fade Away) »), le spectateur est laissé dans l'expectative quant à la mort ou la survie de ses héros après la fin de la série.
Dans le cas de Buffy, Joss Whedon a donné des indications sur l'évolution de la petite équipe qui entourait la tueuse de vampires, lors de la cinquième et ultime saison d'Angel. En effet, dans l'épisode 11 (« Folle (Damage)) », réapparaît Andrew, l'un des nerds du trio qui attaqua Buffy lors de la saison 6. Il est devenu un disciple de Giles, au service du Conseil des observateurs. Bien renseigné sur la vie des tueuses, il explique à Spike la situation des héros du Scooby gang :
- Giles a repris du service comme observateur, mais sans qu'il donne plus de précision,

- Alex est en Afrique,

- Willow et Kennedy sont au Brésil, en principe à São Paulo, mais chaque fois qu'il appelle, elles sont à Rio de Janeiro,

- Buffy est partie chercher des tueuses en Europe, et elle s'est établie à Rome,

- Dawn l'a suivie, et elle va à l'école à Rome.

Lors de l'épisode « La fille en question (The Girl in Question) », Angel et Spike croient Buffy en danger de mort, en raison de la menace d'un vampire surnommé « L'immortel », qui fut leur ennemi juré. Ils partent pour Rome, et ils parviennent à retrouver Buffy dans une discothèque. Mais ils devront se contenter de la vision fugitive et lointaine de sa chevelure blonde. Ils apprennent par la suite que la tueuse a pour amant ce même vampire, décrit comme un personnage fascinant et séducteur, à la frange entre le bien et le mal. 
Andrew leur explique que Buffy continue d'aimer Angel et Spike, mais qu'elle suit son chemin, et qu'ils doivent accepter cette dure réalité.

## La Saison 8 officielle en comics
- Buffy contre les vampires, Saison huit